# PKP Intercity
PKP Intercity (identyfikator literowy – PKPIC) – polski przewoźnik kolejowy należący do grupy PKP, który obsługuje kolejowe dalekobieżne przewozy pasażerskie pod markami Twoje Linie Kolejowe, InterCity, Express InterCity i Express InterCity Premium. Przewoźnik obsługuje również przewozy w wagonach sypialnych i z miejscami do leżenia.
W 2023 przewoźnik miał 18,2% udziału w rynku mierzonym pod względem liczby pasażerów (2. wynik w kraju) i 58,8% udział w rynku mierzonym pod względem pracy przewozowej mierzonej w pasażerokilometrach (1. wynik w kraju).

## Historia spółki
Spółka została w 2001 wydzielona z PKP. 30 sierpnia otrzymała 50-letnią licencję na przewozy pasażerskie, a 1 września tego samego roku rozpoczęła działalność przewozową. Spółka przejęła obsługę przewozów kwalifikowanych, z których w 2000 skorzystało 10 milionów pasażerów. Do pracy w nowej firmie skierowano 1500 pracowników. 28 kwietnia 2005 przewoźnik przejął większościowy pakiet udziałów w Warsie.
2 stycznia 2008 spółka stała się spółką akcyjną, a 1 grudnia 2008 przejęła od PKP Przewozy Regionalne obsługę międzywojewódzkich pociągów pospiesznych. Przy okazji opisanego przejęcia do spółki trafiły także: część taboru Przewozów Regionalnych, 4070 pracowników tej spółki i 1850 PKP Cargo. Posunięcie to spowodowało zwiększenie się liczby pasażerów z 14,7 mln (2008 rok) do 51,7 mln (2009 rok). Od tego czasu spółka notowała coroczny spadek liczby pasażerów, mimo że przez cztery wcześniejsze lata utrzymywała się tendencja wzrostowa. Spadek liczby pasażerów udało się zatrzymać dopiero w 2015 roku po wprowadzeniu do ruchu składów Pendolino oraz skróceniu czasów podróży pomiędzy największymi miastami. Od czasu przejęcia połączeń wojewódzkich przewoźnik zaczął przynosić straty. Trend ten został zatrzymany w 2016 roku, kiedy spółce udało się osiągnąć 48,4 mln zł zysku.
W grudniu 2010 miały miejsce ogromne opóźnienia pociągów związane z atakiem ostrej zimy oraz zmianą rozkładu jazdy. W związku z nimi doszło do odwołania wiceministra infrastruktury Juliusza Engelhardta, prezesa PKP Andrzeja Wacha i dyrektora technicznego PKP IC Dariusza Fidyta. Dodatkowo ze stanowiska zrezygnował prezes PKP IC Grzegorz Mędza. 25 lutego 2011 spółka zawarła z Ministerstwem Infrastruktury umowę ramową na dofinansowanie przewozów międzywojewódzkich na okres 10 lat. Łączna wartość rekompensaty ma wynieść 4,5 mld zł, a praca eksploatacyjna 299 mln pockm.
Dotacja do pasażerskich przewozów międzywojewódzkich i międzynarodowych w poszczególnych latach kształtowała się następująco:
- 2015 – 484,4 mln zł (m/w) i 10,2 mln zł (m/n)
- 2016 – 522,9 mln zł (m/w) i 15 mln zł (m/n)
- 2017 – 545,5 mln zł (m/w) i 11 mln zł (m/n)
- 2018 – 562,6 mln zł (m/w) i 11 mln zł (m/n)[28].
- 2024 - 603 mln zł[29]

źródła: 
źródła: 
Od czasu powstania spółki PKP Intercity powstawały kolejne konkurencyjne przedsięwzięcia. Przewozy Regionalne odtworzyły w 2009 w swojej ofercie pociągi międzywojewódzkie pod marką Interregio, oferując niższe ceny przejazdów niż w pociągach TLK. Dzięki rozbudowie sieci autostrad i dróg ekspresowych poszerza się także oferta przewoźników autobusowych. Nowym konkurentem PKP Intercity stał się Polski Bus, który zadebiutował w 2011, oferując m.in. bilety w cenach od 1 zł. Równocześnie na trasach wewnątrz kraju próbują sił kolejni przewoźnicy lotniczy, m.in. LOT, Eurolot (do 2015), OLT Express (do 2012), Ryanair oraz wzrasta popularność carpoolingu. Wszystko to wymusza zmiany w ofercie Intercity.
16 marca 2020 ze względu na trwającą pandemię COVID-19 przewoźnik rozpoczął sukcesywne zawieszanie realizowanych przez siebie połączeń, w efekcie czego w pierwszych dniach kwietnia przewoźnik realizował jedynie około 20% swojej standardowej oferty, a zawieszone były m.in. wszystkie połączenia międzynarodowe, Express InterCity Premium i Express InterCity. Doprowadziło to do spadku liczby kupowanych biletów o około 91%. W okresie od 20 marca do 5 kwietnia przewoźnik wraz z liniami lotniczymi LOT i przewoźnikiem autobusowym Polonus przeprowadził akcję #LOTdoDomu, w ramach której do Polski wróciły osoby, które utknęły za granicą ze względu na zamknięcie granic związane z pandemią. W ramach akcji przewoźnik zrealizował 68 dodatkowych kursów, w których z lotniska Chopina do domu powróciło ponad 3 tys. osób.

## Obsługiwane połączenia

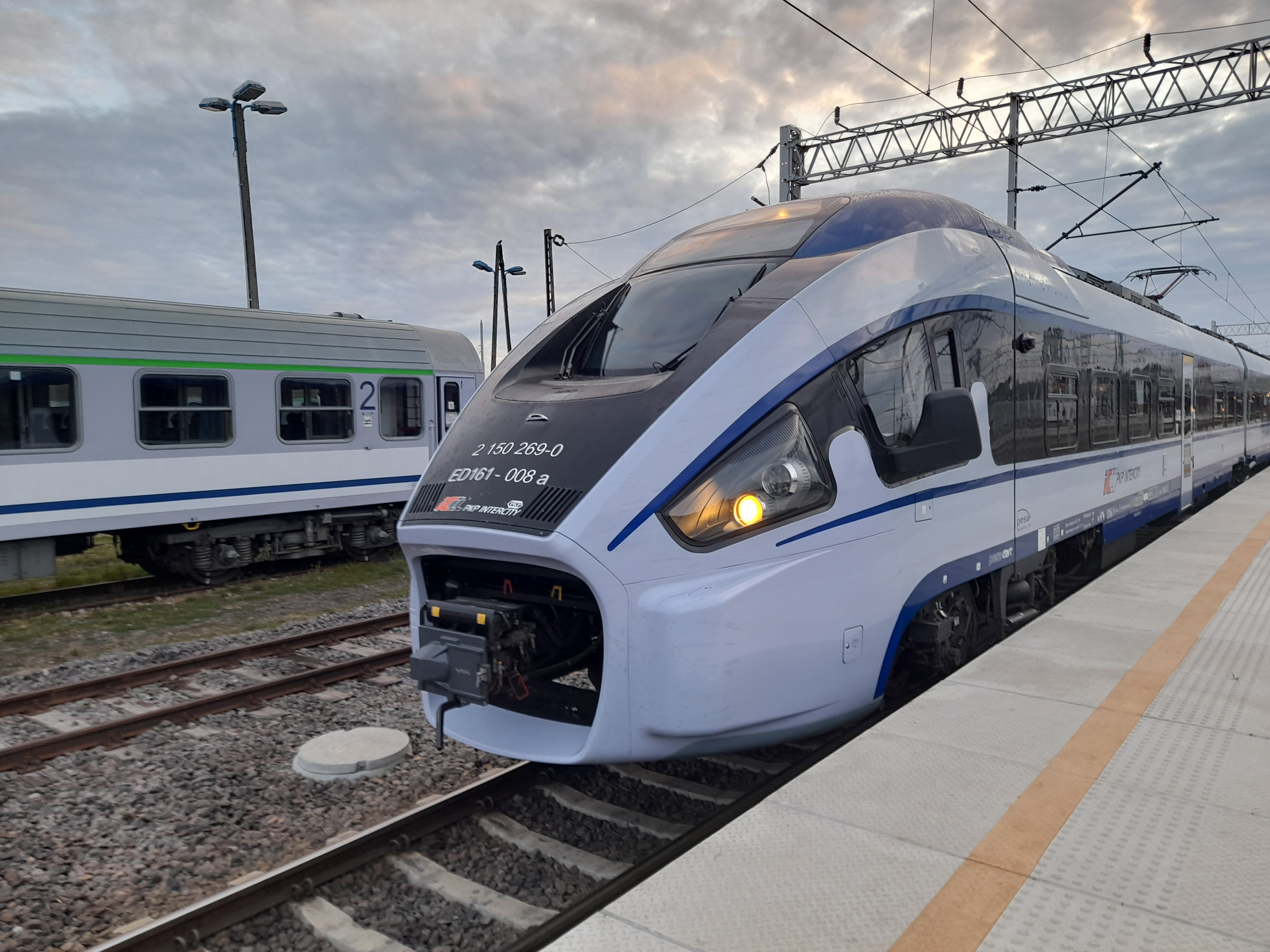
ED161-008 z pociągiem spółki PKP InterCity - IC 2622 Baczyński na stacji końcowej Lublin Główny.

W początkowym okresie funkcjonowania spółka uruchamiała pociągi kwalifikowane kategorii Express, InterCity, EuroCity i EuroNight. W 2002 wprowadzono markę nocnych pociągów pospiesznych Nocny Express, a 12 grudnia 2004 przewoźnik uruchomił dzienne połączenia pospieszne pod nazwą InterRegion. Obie marki zastąpione zostały od 4 kwietnia 2005 szyldem Tanie Linie Kolejowe. Nowy produkt miał być konkurencją dla pociągów pospiesznych Przewozów Regionalnych. Przewagę nad konkurencją miały zapewniać m.in. obowiązkowe rezerwowanie miejsc i lepszy tabor przy podobnej cenie biletu. Pozostawiono podział na pociągi dzienne i nocne – w tych drugich w dalszym ciągu jeździła ochrona.
1 grudnia 2008 PKP Intercity przejęła od PKP Przewozy Regionalne obsługę międzywojewódzkich pociągów pospiesznych. Spółka przez pewien czas nie unifikowała pociągów pośpiesznych przejętych od PKP PR ze swoimi pociągami TLK, ostatecznie 2 listopada 2009 pociągi pośpieszne i TLK zostały zunifikowane pod marką TLK. W 2009 powstała także kategoria Express InterCity, gdy zastąpiono nią wszystkie pociągi kategorii Express i InterCity. W grudniu 2014 do oferty weszły połączenia Express InterCity Premium i przywrócono kategorię InterCity.
W rozkładzie jazdy 2019/2020 pociągi PKP IC zatrzymują się w ponad 400 miejscowościach w Polsce.

Pociągi
EIP,
EIC i
EC/EN
w rozkładzie jazdy 2014/2015

### Express InterCity Premium
Pociągi kategorii Express InterCity Premium kursują od 14 grudnia 2014. Są one prowadzone pociągami ED250 Pendolino i obsługują relacje łączące Warszawę z Bielskiem-Białą, Gliwicami, Gdynią, Katowicami, Kołobrzegiem, Krakowem, Rzeszowem, Szczecin i Wrocławiem. Są to pociągi osiągające największą prędkość na polskiej sieci kolejowej – na niektórych odcinkach rozkładowa prędkość to 200 km/h.
Pociągi Pendolino są klimatyzowane, umożliwiają przewóz rowerów, posiadają strefę barową, strefę ciszy, wi-fi oraz przysługuje w nich darmowy poczęstunek. W pociągach EIP nie sprzedaje się biletów na pokładzie.

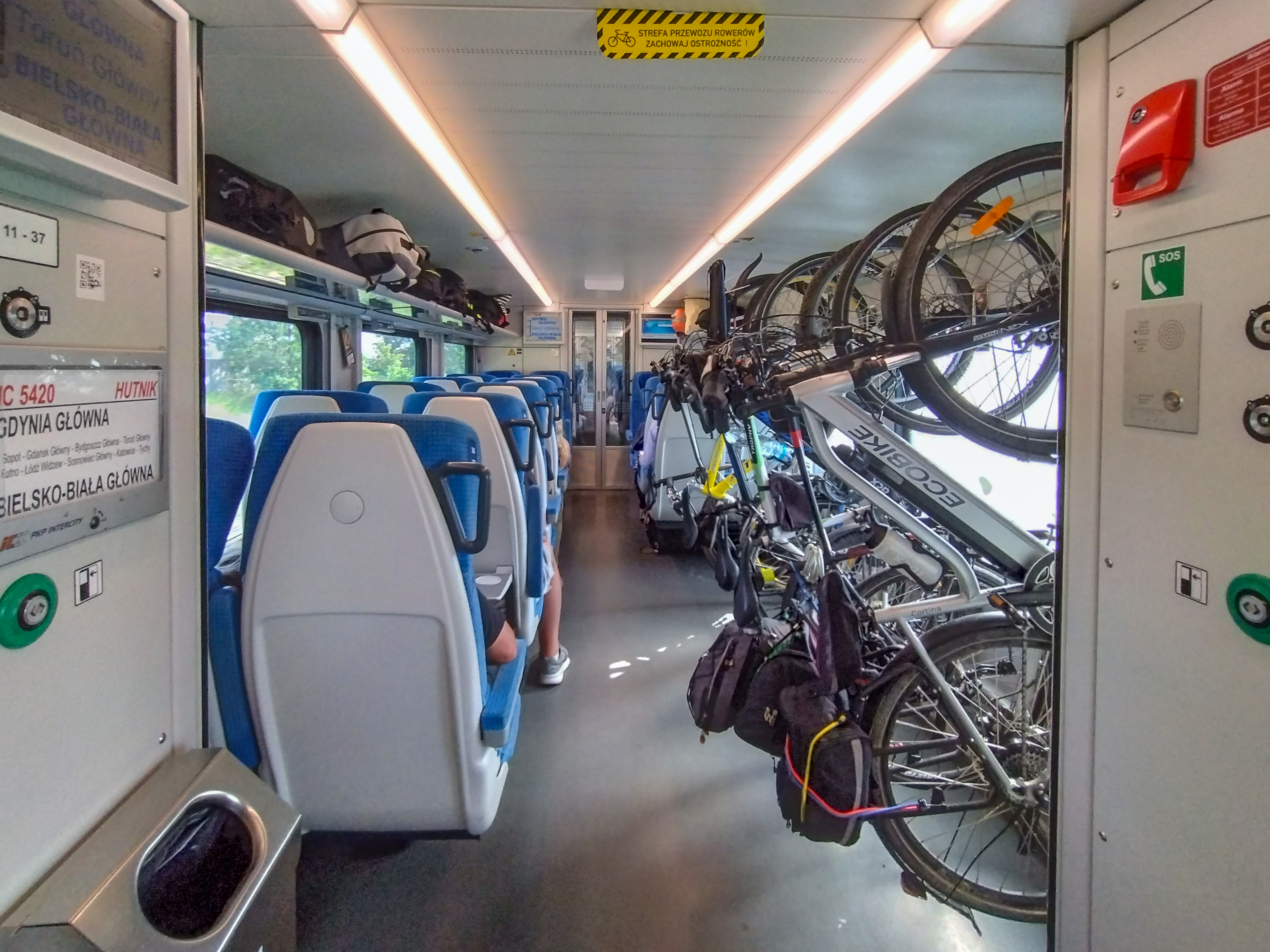
Wnętrze wagonu PKP InterCity z miejscami do przewozu rowerów

### Express InterCity

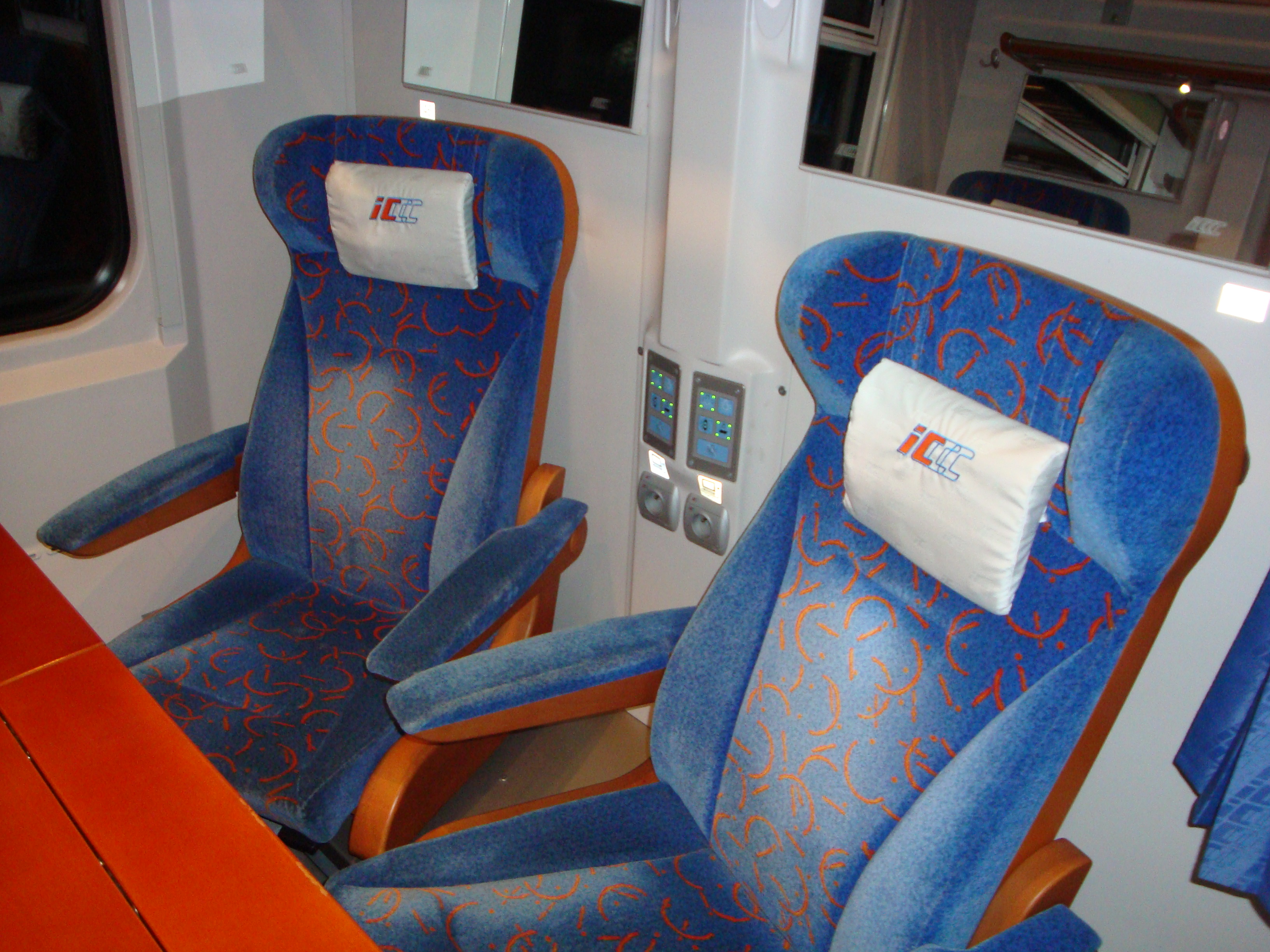
Przedział menedżerski w pociągu EIC

Kategoria pociągów uruchamianych przez PKP Intercity, używająca najnowszego taboru przewoźnika dostosowanego do prędkości 160 km/h. We wszystkich pociągach tej kategorii znajdują się wagon restauracyjny lub wagon barowy obsługiwany przez WARS, przysługuje darmowy poczęstunek oraz jest sieć wi-fi. W części składów znajdują się: wagony posiadające przedziały menedżerskie, wagony przystosowane do przewozu osób na wózkach inwalidzkich, wagony przystosowane do przewozu rowerów i nart oraz wagony z placem zabaw dla dzieci.

### InterCity
Pociągi kategorii InterCity powróciły do oferty w grudniu 2014. Do ich obsługi wykorzystywany jest tabor którego zakup został dofinansowany z funduszy Unii Europejskiej: nowe, bądź zmodernizowane wagony oraz EZT FLIRT³ i Dart. Składy IC prowadzą również wagony barowe/restauracyjne, a ceny biletów pociągów są takie same jak pociągów TLK.
Pociągi IC objęte są umową PKP IC – MIR na dofinansowanie międzywojewódzkich przewozów pasażerskich.

### Twoje Linie Kolejowe

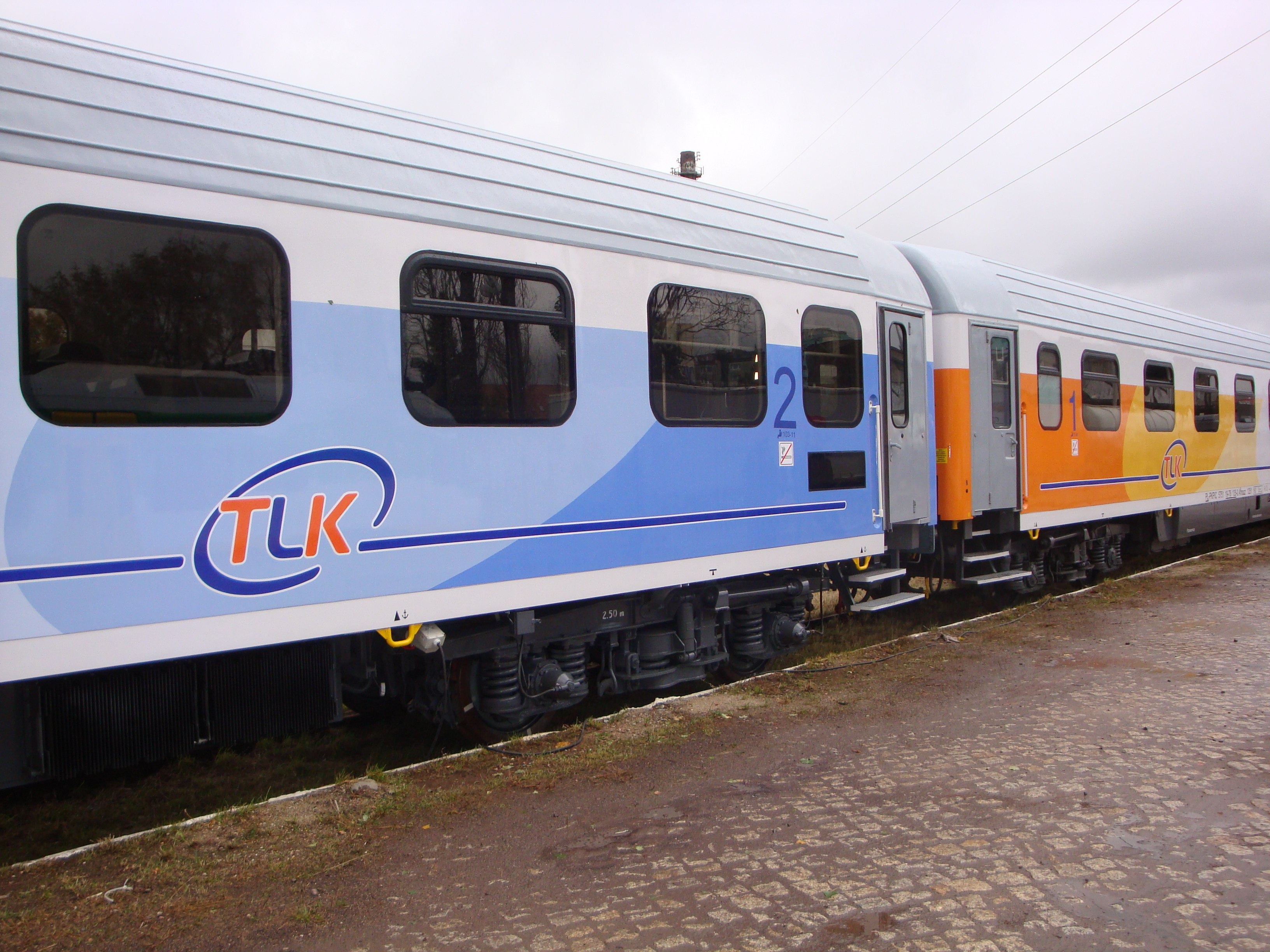
Wagony TLK w 2009

Najniższa kategoria pociągów uruchamianych przez PKP Intercity, cechująca się niższymi cenami biletów aniżeli pociągi EIC i EIP. Pod tą marką uruchamianych jest 266 pociągów, które zatrzymują się na około 350 stacjach. 14 grudnia 2014 spółka zrezygnowała z włączania w składy pociągów TLK wagonów barowych/restauracyjnych nawet na najdłuższych trasach.
Pierwsze pociągi Tanich Linii Kolejowych pojawiły się 4 kwietnia 2005. Pociągi TLK obsługiwały wówczas zaledwie 12 połączeń dziennie. Wraz ze zmianą rozkładu jazdy w grudniu 2009, przeklasyfikowano wszystkie pociągi pośpieszne i część Expresów na TLK. Liczba połączeń TLK wzrosła wówczas z 24 do 377. 1 stycznia 2011 zmieniono nazwę marki z dotychczasowych Tanich Linii Kolejowych na Twoje Linie Kolejowe.
Spółka docelowo planuje wszystkie pociągi TLK zastąpić pociągami InterCity.
Pociągi TLK objęte są umową PKP IC – MIR na dofinansowanie międzywojewódzkich przewozów pasażerskich.

### Międzynarodowe

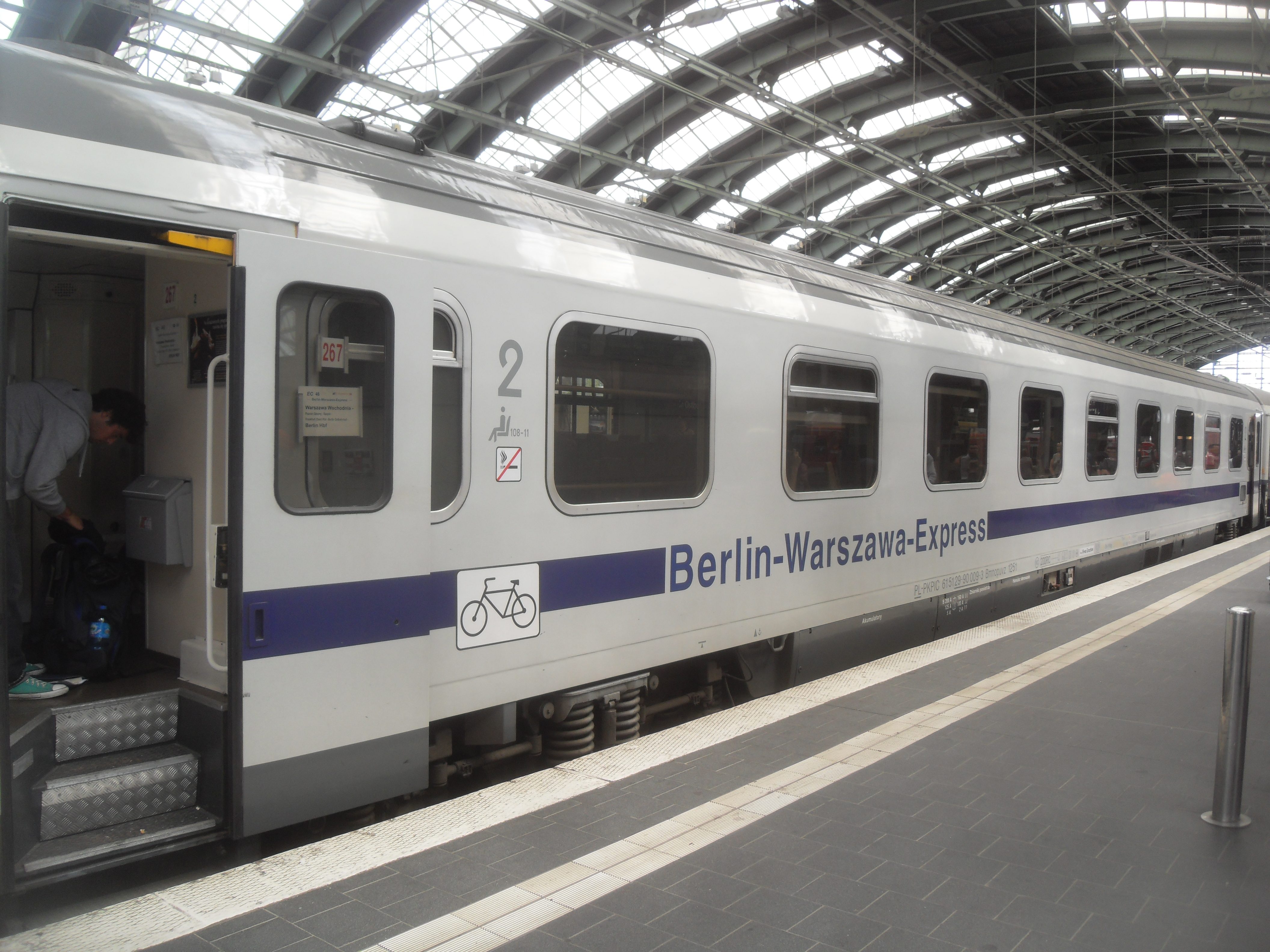
Wagony Berlin-Warszawa-Express

Przewoźnik uruchamia również pociągi międzynarodowe EuroCity, EuroNight i międzynarodowe pośpieszne. Od 9 grudnia 2013 na odcinkach krajowych kursują jako Twoje Linie Kolejowe, InterCity lub Express InterCity.
Składy pociągów międzynarodowych EuroCity i EuroNight są klimatyzowane i posiadają wagon restauracyjny. Część z nich ma również wagony przystosowane do przewozu osób na wózkach inwalidzkich, wagony przystosowane do przewozu rowerów i sprzętu turystycznego. W części pociągów tych klas jest dostępna sieć wi-fi.

### Okazjonalne
PKP Intercity uruchamia również pociągi okazjonalne: w 2005 spółka uruchomiła pociągi specjalne na pogrzeb Jana Pawła II, który odbył się w Watykanie, w 2012 uruchomiła około 70 pociągów dodatkowych z okazji Mistrzostw Europy w Piłce Nożnej 2012, a w 2016 r. – 46 dodatkowych połączeń na Światowe Dni Młodzieży 2016.

### Intercity Bus

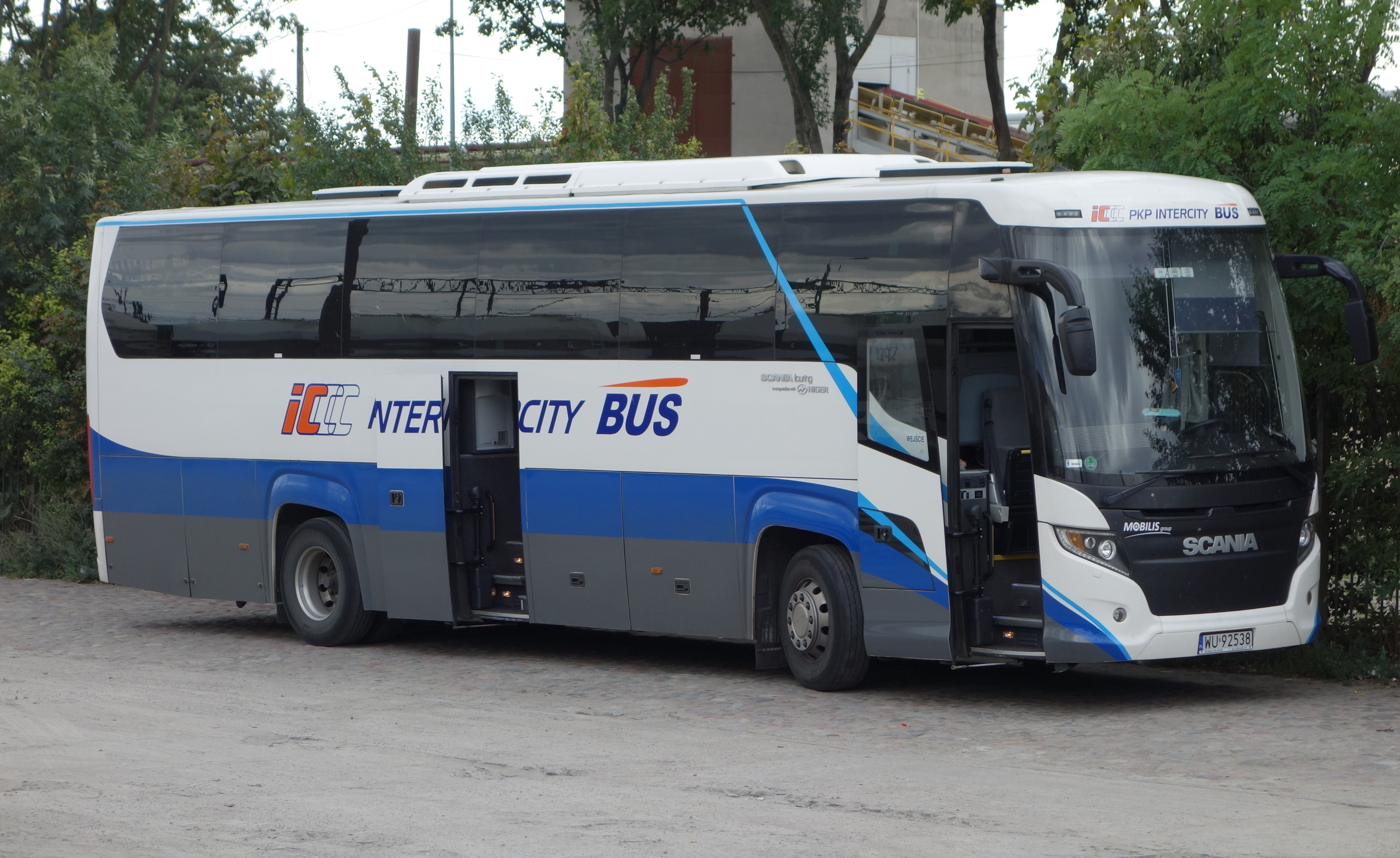
Intercity Bus

Przewoźnik uruchamia również połączenia autobusowe Intercity Bus w sytuacjach, kiedy ruch pociągów nie jest możliwy ze względu na prace modernizacyjne lub jako oferta uzupełniająca do popularnych miejscowości wypoczynkowych, które nie posiadają dostępu do sieci kolejowej. Od końca 2014 roku przez rok Intercity Busy całkowicie zastąpiły pociągi łączące Warszawę z Białymstokiem ze względu na całkowite zawieszenie ruchu na części linii nr 6, spowodowane przez prace modernizacyjne prowadzone przez PKP PLK.

### Zlecanie realizacji połączeń innym przewoźnikom
W marcu 2018 PKP Intercity po raz pierwszy zleciło obsługę połączenia innemu przewoźnikowi, pociągi jeżdżące po trasie Jasło – Zagórz uruchamiane przez SKPL kursują pod marką TLK.

## Tabor

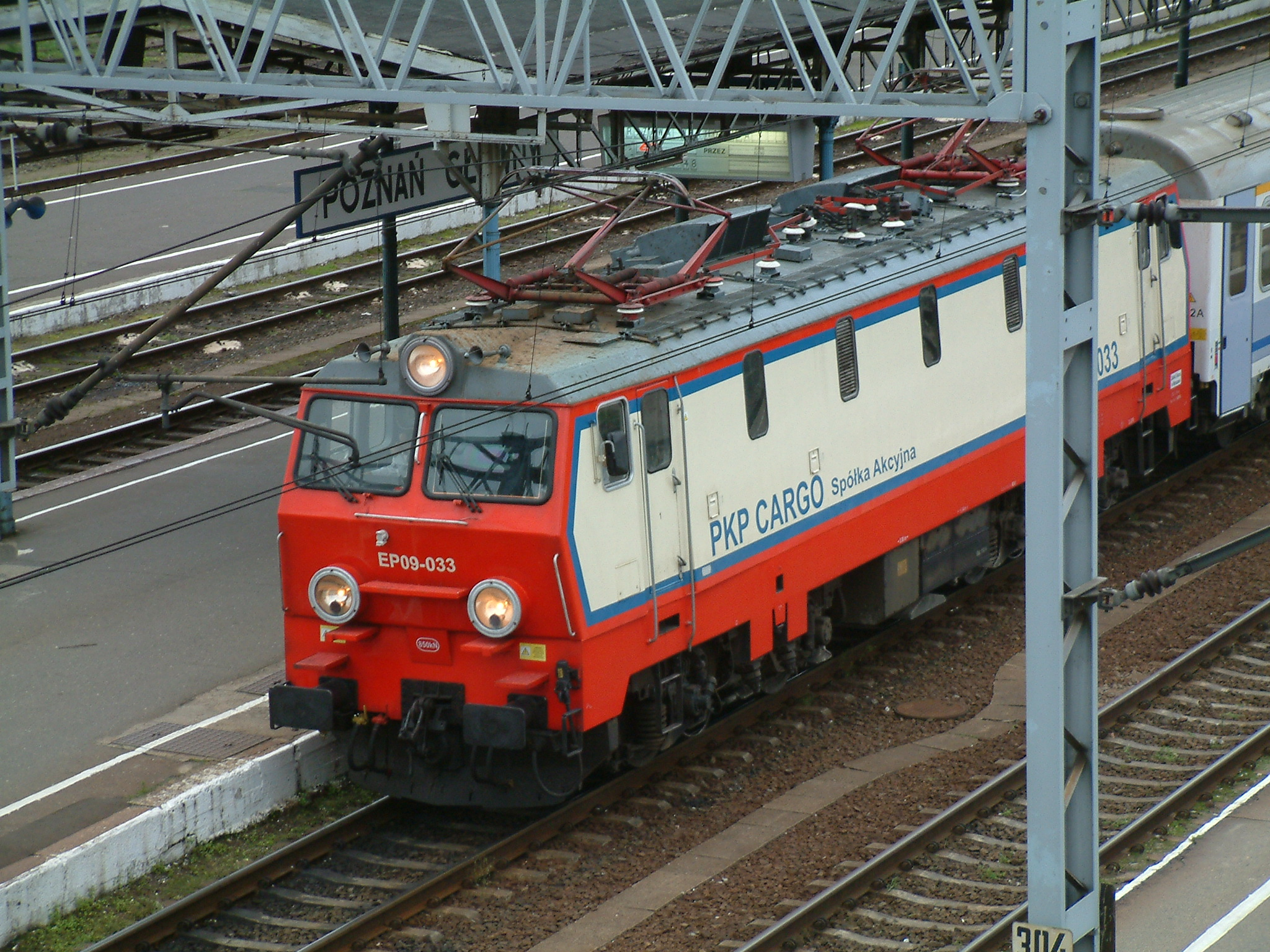
Pociąg spółki PKP Intercity ciągnięty przez lokomotywę PKP Cargo

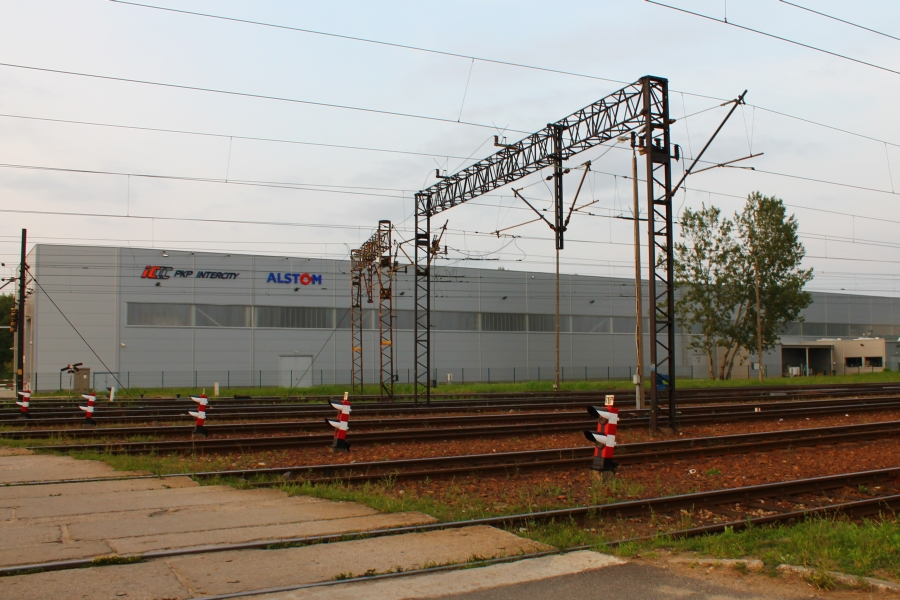
Hala warsztatowa Pendolino na stacji postojowej Warszawa Grochów

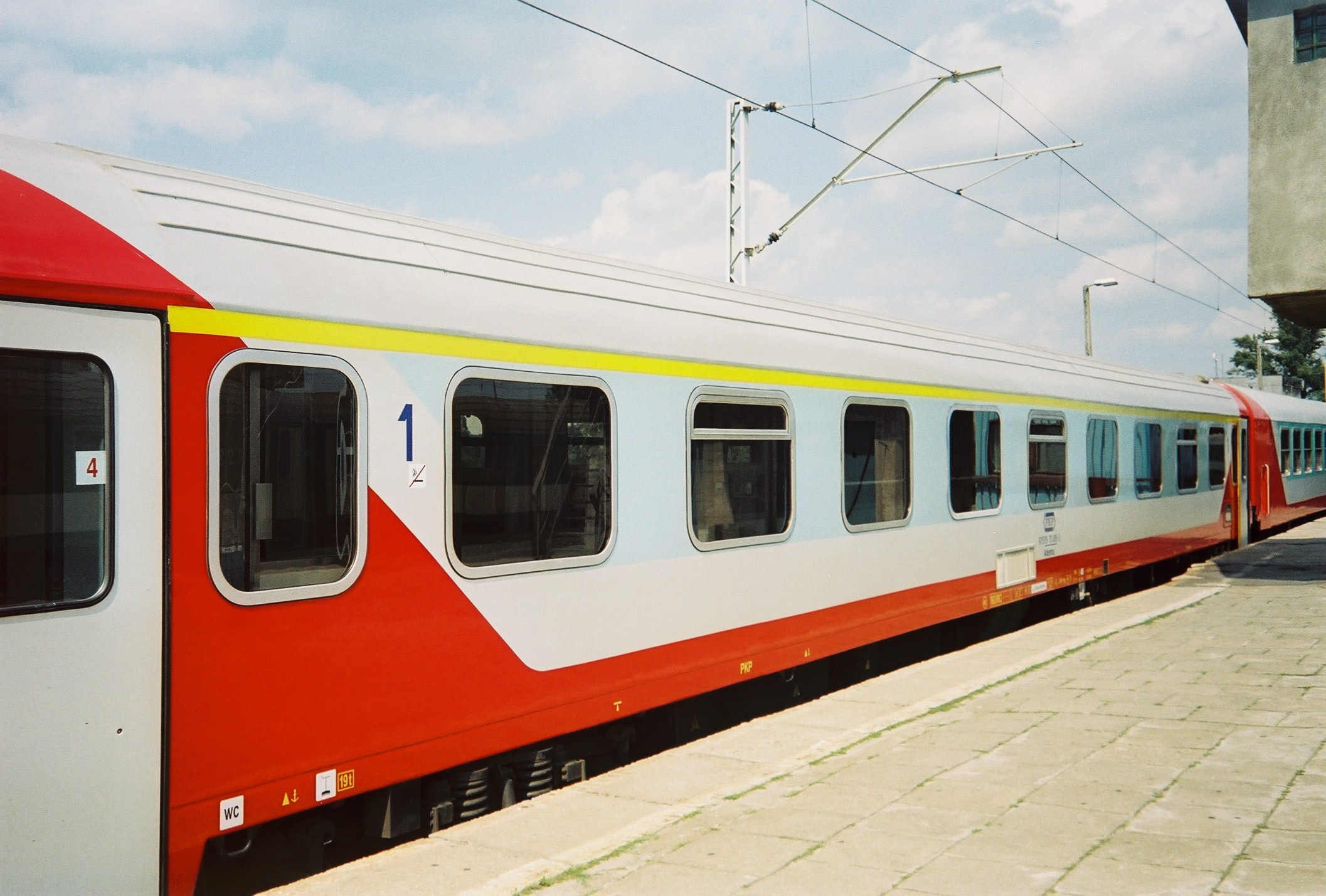
Pociąg InterCity Krakus w 2002

Na początku spółka posiadała tabor, który otrzymała przy okazji wydzielenia ze spółki PKP. Z podziału PKP Intercity przypadły: część (1300 sztuk) posiadanych przez macierzystą spółkę wagonów osobowych (standardu X i Z), bagażowych i gastronomicznych oraz wszystkie wagony z miejscami do leżenia i sypialne. PKP Intercity nie posiadała żadnych pojazdów trakcyjnych. Założono, że będą one wypożyczane w miarę potrzeb od PKP Cargo. Swój park taborowy PKP Intercity zaczęło od razu stopniowo poszerzać. W 2001 otrzymało 10 fabrycznie nowych wagonów HCP Z1 154Aa, kolejne 7 tego samego typu w 2002, a w 2003 7 sztuk HCP Z1 152Aa.
W 2004 nastąpiły kolejne zakupy z myślą o obsłudze pociągu Jan Kiepura, który odzyskał kategorię EuroNight, a w Niemczech jego prędkość maksymalna została podniesiona do 200 km/h. Przewoźnik stanął przed koniecznością dostarczenia do składu pociągu wagonów dostosowanych do tej prędkości. Wcześniej posiadane (np. kuszetka 134Ab) miały dopuszczenie do maksymalnie 160 km/h. PKP zakupiło 10 wagonów sypialnych 305Ad i przebudowało posiadane cztery 152A na wagony sleeperette typu 152Az.
Pozyskiwanie taboru kontynuowano w 2008, kiedy rozpoczął się proces przejmowania od PKP Cargo lokomotyw. Ponadto przewoźnik zamówił 8 kwietnia 2008 w zakładach H. Cegielski – Fabryka Pojazdów Szynowych 17 kolejnych wagonów Z1 do obsługi połączeń EIC i EC (ostatecznie ze względu na opóźnienia w dostawach, zamówienie zmniejszono do 14 wagonów). Pod koniec czerwca 2008 PKP Intercity podpisało umowę z Siemensem na dostawę 10 lokomotyw elektrycznych wielosystemowych Eurosprinter ES64U4 Taurus.
Wraz z przejęciem od 1 grudnia 2008 przez PKP Intercity obsługi pociągów pospiesznych do spółki trafiły lokomotywy EU07, EP07, SU45, elektryczne zespoły trakcyjne ED74 Bydgostia i około 1830 wagonów PKP Przewozów Regionalnych.
Ostatecznie na koniec 2008 roku na stanie PKP IC znajdowały się następujące lokomotywy: 1 EP05, 157 EP07, 9 EP08, 47 EP09, 169 EU07, 50 SM42 i 19 SU45 oraz 3131 wagonów.
Po wstąpieniu Polski do Unii Europejskiej pojawiła się nowa możliwość finansowania taboru – dofinansowanie w ramach Programu Operacyjnego Infrastruktura i Środowisko. Wedle planów z początku 2008 roku spółka planowała pozyskać 20 składów o prędkości maksymalnej 200 lub 250 km/h, 36 składów o prędkości maksymalnej 160 km/h oraz planowano zmodernizować 360 wagonów. Inwestycje miały zostać zrealizowane w latach 2009–2012.
30 maja 2011 PKP Intercity podpisała z firmą Alstom Transport kontrakt na dostawę 20 sztuk 7-członowych pociągów Pendolino oraz budowę zaplecza technicznego w Warszawie, przeznaczonego wyłącznie dla potrzeb utrzymania taboru szybkiej kolei. Podpisana umowa obejmuje także utrzymanie techniczne pociągów przez okres maksymalnie 17 lat. Koszt taboru to 2,11 mld zł, a zaplecza 160 mln zł. Dofinansowanie z POIiŚ wyniosło odpowiednio 317 mln i 28 mln zł. Pierwotnie planowano, że dotacja unijna pokryje 50% kosztów zakupu, jednakże nie zgodziła się na to Komisja Europejska. Zamówione pociągi nie zostały wyposażone w mechanizm wychylnego nadwozia, pomimo iż podczas modernizacji linii z Warszawy do Gdyni zakładano, że jeżdżące nią pociągi będą posiadać taki mechanizm. Według przedstawicieli PKP IC zysk czasowy osiągnięty dzięki zastosowaniu wychylnego nadwozia byłby zbyt mały, żeby uzasadnić jego zakup.
W 2011 ZNTK Oleśnica na zlecenie PKP IC wykonały kompleksową modernizację 1 lokomotywy EU07, w wyniku czego lokomotywa m.in. otrzymała asynchroniczne silniki oraz jej prędkość maksymalną zwiększono z 125 km/h do 160 km/h. W czerwcu 2013 przewoźnik zamówił w Oleśnicy modernizację dwóch kolejnych lokomotyw EU07 do standardu EU07A.
23 lipca 2012 PKP IC podpisało umowę na modernizację 68 wagonów do obsługi ciągu Przemyśl – Wrocław – Szczecin z Fabryką Pojazdów Szynowych – H. Cegielski (20 wagonów), konsorcjum Pesy z ZNTK „Mińsk Mazowiecki” (38 wagonów) i Newagiem (10 wagonów). 14 sierpnia 2013 podpisano z konsorcjum Pesy z ZNTK „Mińsk Mazowiecki” umowę na kolejne 115 wagonów, a 26 września 2013 na ostatnie 35 wagonów. Łącznie do modernizacji skierowano 218 wagonów. Ich łączny koszt to 591 mln zł (razem z zakupionymi później pojazdami technicznymi do ich obsługi), a dofinansowanie z POIiŚ to 319 mln zł.
18 października 2012 spółka podpisała umowę z FPS na zakup 25 nowych wagonów Z1 dla obsługi połączeń TLK z Wrocławia do Gdyni. 15 maja 2015 spółka podpisała kolejną umowę z FPS na zakup wagonów Z1, tym razem na 20 sztuk do obsługi połączeń EIC. Koszt 45 wagonów wyniósł 292 mln zł, a dofinansowanie z POIiŚ ich zakupu to 131 mln zł.
We wrześniu 2013 PKP IC podpisało z Newagiem umowę na modernizację 20 lokomotyw SM42, zmodernizowane lokomotywy mają być wykorzystywane zarówno do obsługi linii niezelektryfikowanych, jak i do prac manewrowych. Koszt tych modernizacji to 72 mln zł, a dofinansowanie z POIiŚ ich modernizacji to 40,5 mln zł.
18 listopada 2013 przewoźnik podpisał umowę z konsorcjum przedsiębiorstw Stadler i Newag na dostawę 20 sztuk 8-członowych EZT FLIRT³, a 23 maja 2014 z Pesą na dostawę 20 EZT Dart. Wszystkie 40 pociągów zamówiono do obsługi połączeń InterCity. Koszt zakupu tych pierwszych to 1,15 mld zł (w tym 658 mln zł dofinansowania z POIiŚ), a drugich to 1 mld zł (w tym 574 mln zł dofinansowania z POIiŚ).
Według stanu z 31 grudnia 2013 średni wiek taboru trakcyjnego wynosił 30 lat, a nietrakcyjnego 28 lat.
17 lipca 2014 roku spółka podpisała z Pesą umowę na dostawę 10 spalinowych lokomotyw Gama. Koszt tego zakupu to 131 mln zł, a dofinansowanie z POIiŚ ich zakupu to 75 mln zł.
16 stycznia 2015 przewoźnik podpisał z firmą Corail umowę na dostawę 5 pojazdów drogowo-szynowych do manewrowania taborem Unimog U423.
13 maja 2016 spółka podpisała z Pesą umowę na modernizację 3 wagonów Z1A na wagony gastronomiczne, a 9 czerwca umowę na modernizację 2 wagonów 144A i 8 wagonów 145A na wagony gastronomiczne, 15 lipca 2016 z Newagiem umowę na modernizację 16 wagonów 111A połączoną z przystosowaniem do przewozu rowerów, 30 grudnia 2016 z Fabryką Pojazdów Szynowych umowę na modernizację 22 wagonów 144A, 18 lipca 2017 z Pesą umowę na modernizację 20 wagonów 141A, a na początku listopada ponownie z FPS na modernizację 60 wagonów 111A/141A, którą w październiku 2018 rozszerzono o dodatkowe 30 sztuk.
27 lutego 2018 PKP Intercity podpisało z Fabryką Pojazdów Szynowych umowę na dostawę 55 nowych wagonów (w maju 2019 rozszerzoną o 26 dodatkowych wagonów), a w kwietniu z Pesą na modernizację 123 wagonów (w listopadzie rozszerzoną o dodatkowe 62 wagony) i z ZNTKiM Gdańsk na modernizację 38 lokomotyw EU07/EP07. Pod koniec kwietnia podpisano jeszcze umowę z Pesą na modernizację kolejnych 40 wagonów do standardu Combi (w listopadzie rozszerzoną o dodatkowe 20 wagonów), a na początku maja na modernizację 10 wagonów 140A/112A, a 29 maja z Newagiem umowę na dostawę 20 lokomotyw Griffin z opcją na 10 kolejnych (z której skorzystano 24 września 2019). 15 lutego 2019 podpisano z FPS umowę na modernizacje 10 wagonów 145Ab na wagony restauracyjne. 21 sierpnia 2019 przewoźnik podpisał ze Stadlerem umowę na dostawę 12 sztuk 8-członowych EZT FLIRT. 22 października 2021 na dostawę 10 wielosystemowych elektrowozów Griffin. 26 października 2022 z Pesą na dostawę 16 hybrydowych lokomotyw Gama. 2 marca 2023 z Newagiem na dostawę 20 jednosystemowych elektrowozów Griffin, 20 grudnia 2023 na 46 analogicznych lokomotyw, a 10 stycznia 2024 na 63 lokomotyw wielosystemowych. 5 lipca 2024 podpisano z Newagiem umowę na zakup 35 dwunapędowych zespołów trakcyjnych. 17 lipca natomiast podpisano z Fabryką Pojazdów Szynowych umowę na dostawę 300 wagonów.
W 2025 roku w ramach budowy systemu Kolei Dużych Prędkości, przewoźnik ogłosił informację o planowanych przetargach na 26 superszybkich pociągów, które będą kursować z prędkością do 320 km/h.

### Lokomotywy elektryczne
| Seria             | Liczba sztuk w eksploatacji | Prędkość maksymalna | ETCS | Producent     | Modernizator        |                                                 |
| ----------------- | --------------------------- | ------------------- | ---- | ------------- | ------------------- | ----------------------------------------------- |
| EP05              | 1                           | 160 km/h            | Nie  | Škoda         | ZNTK Gdańsk         | [ 143 ]                                         |
| EU07              | 34                          | 125 km/h            | Nie  | Pafawag / HCP |                     | [ 144 ] [ 145 ]                                 |
| EP07              | 108                         | 125 km/h            | Nie  | Pafawag / HCP | ZNTKiM              | [ 144 ] [ 146 ]                                 |
| EU07A             | 3                           | 160 km/h            | Nie  | Pafawag / HCP | ZNTK Oleśnica/Olkol | [ 147 ]                                         |
| EP08              | 9                           | 140 km/h            | Nie  | Pafawag       |                     | [ 143 ]                                         |
| EP09              | 46                          | 160 km/h            | Nie  | Pafawag       |                     | [ 143 ] [ 147 ]                                 |
| EU44 EuroSprinter | 10                          | 230 km/h            | Nie  | Siemens       |                     | [ 143 ]                                         |
| EU160 Griffin     | 81 z 96                     | 160 km/h            | Tak  | Newag         |                     | [ 132 ] [ 148 ] [ 149 ] [ 150 ] [ 151 ]         |
| EU200 Griffin200  | 15 z 78                     | 200 km/h            | Tak  | Newag         |                     | [ 135 ] [ 152 ] [ 153 ] [ 154 ] [ 155 ] [ 156 ] |
| Razem: 307        |                             |                     |      |               |                     |                                                 |

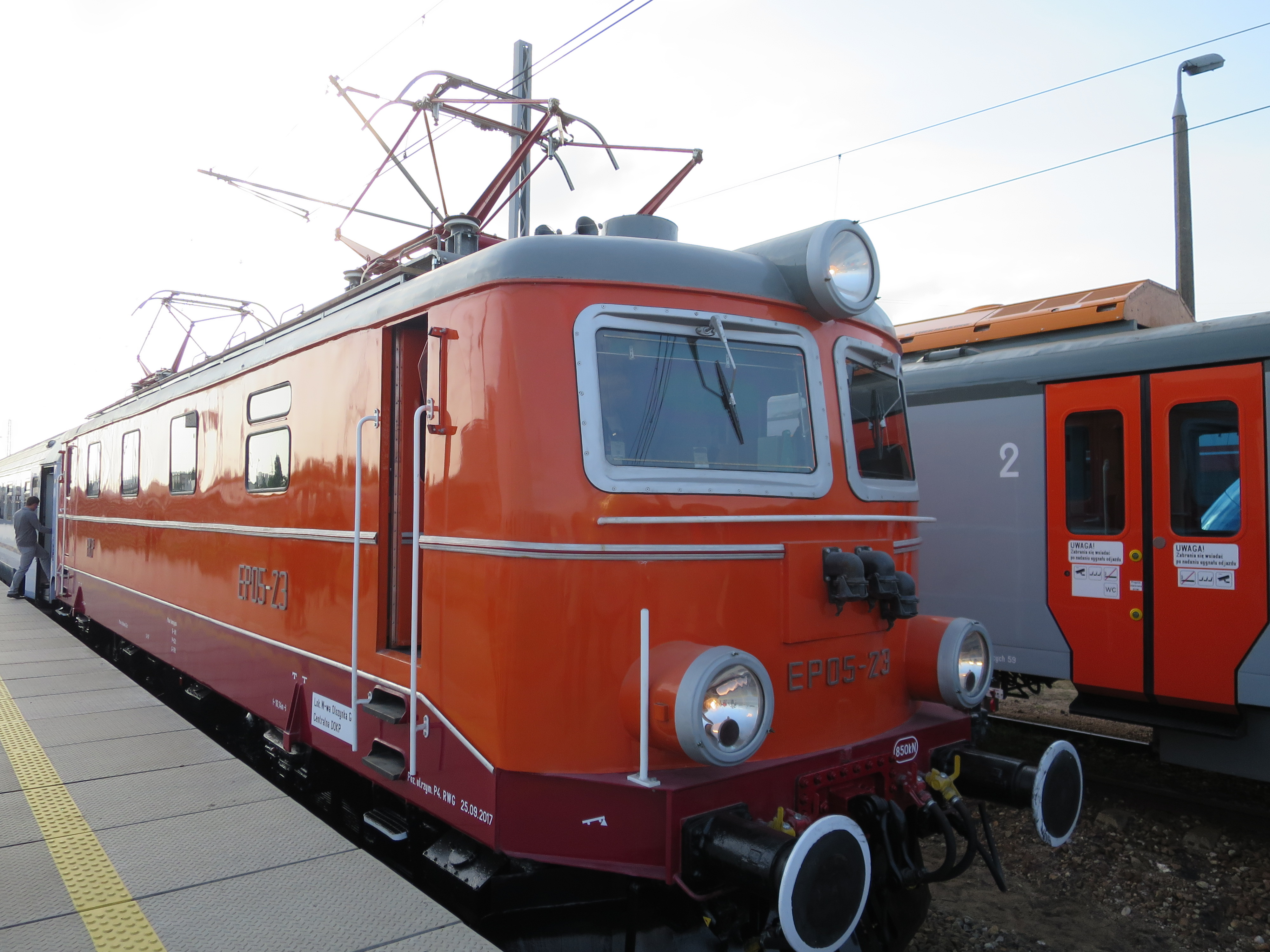
EP05
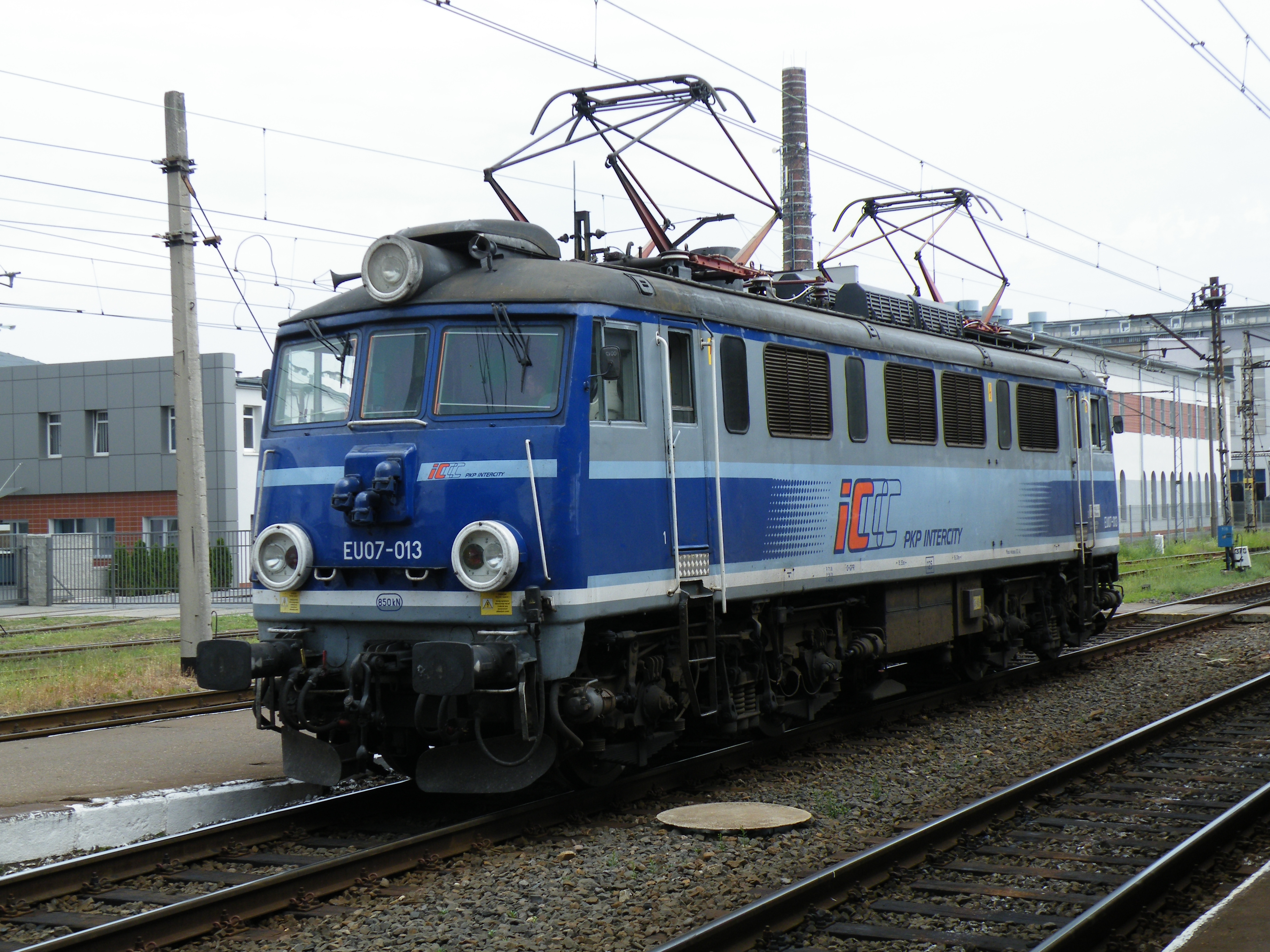
EU07
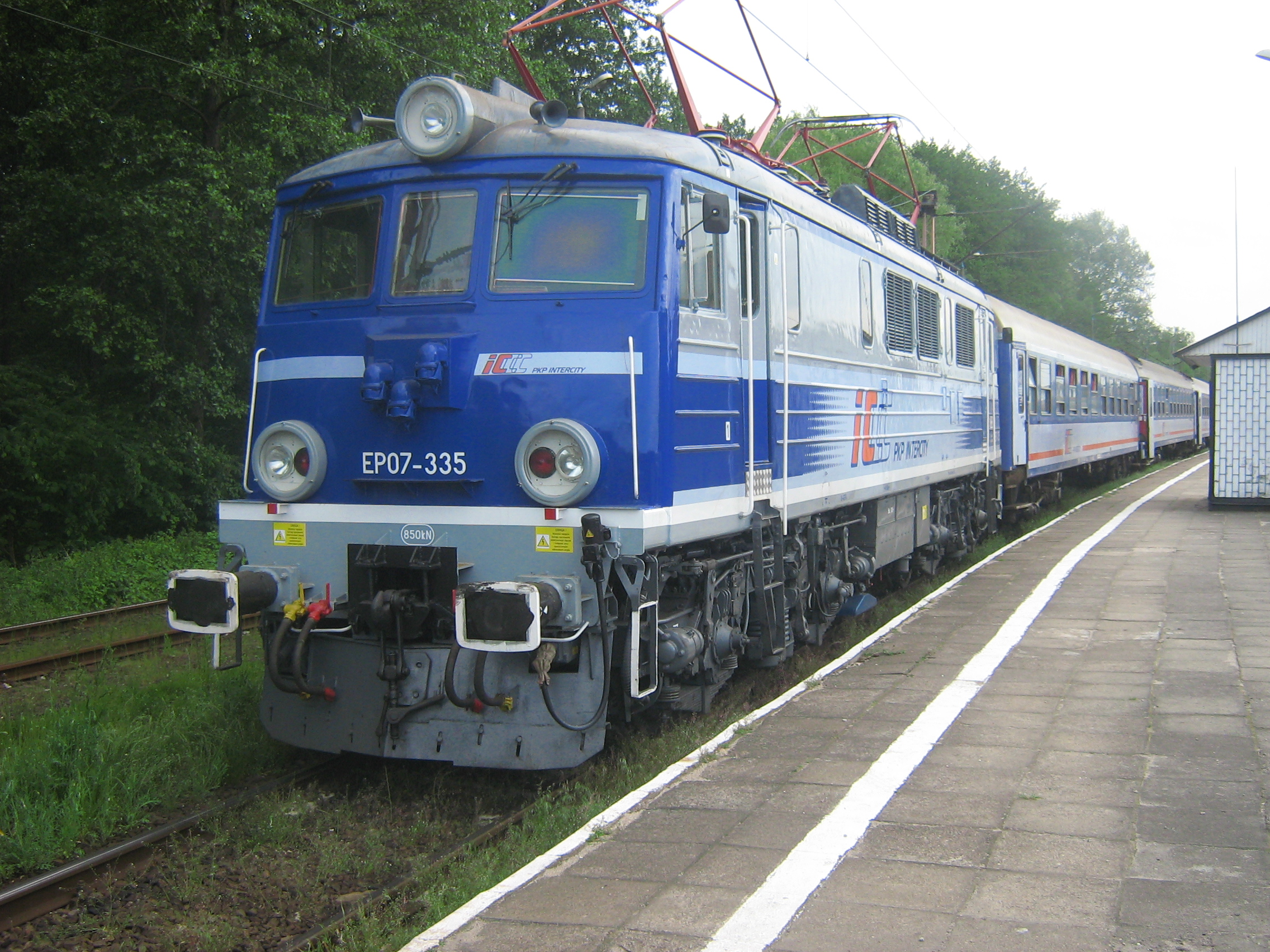
EP07
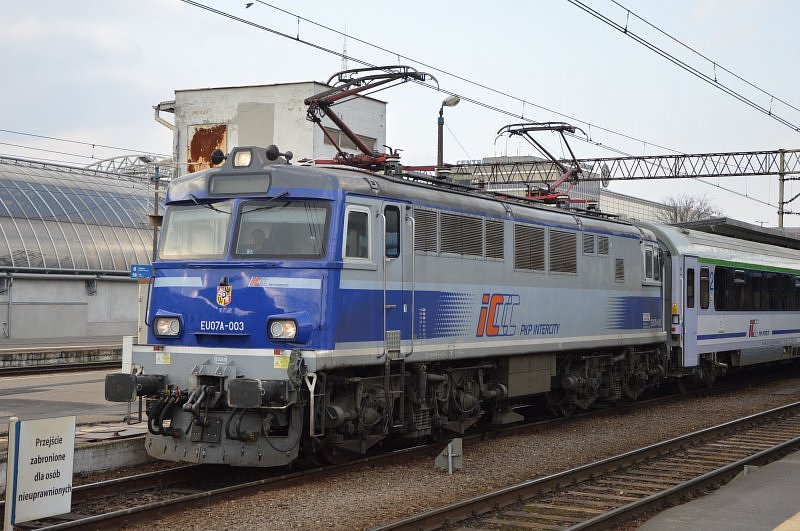
EU07A
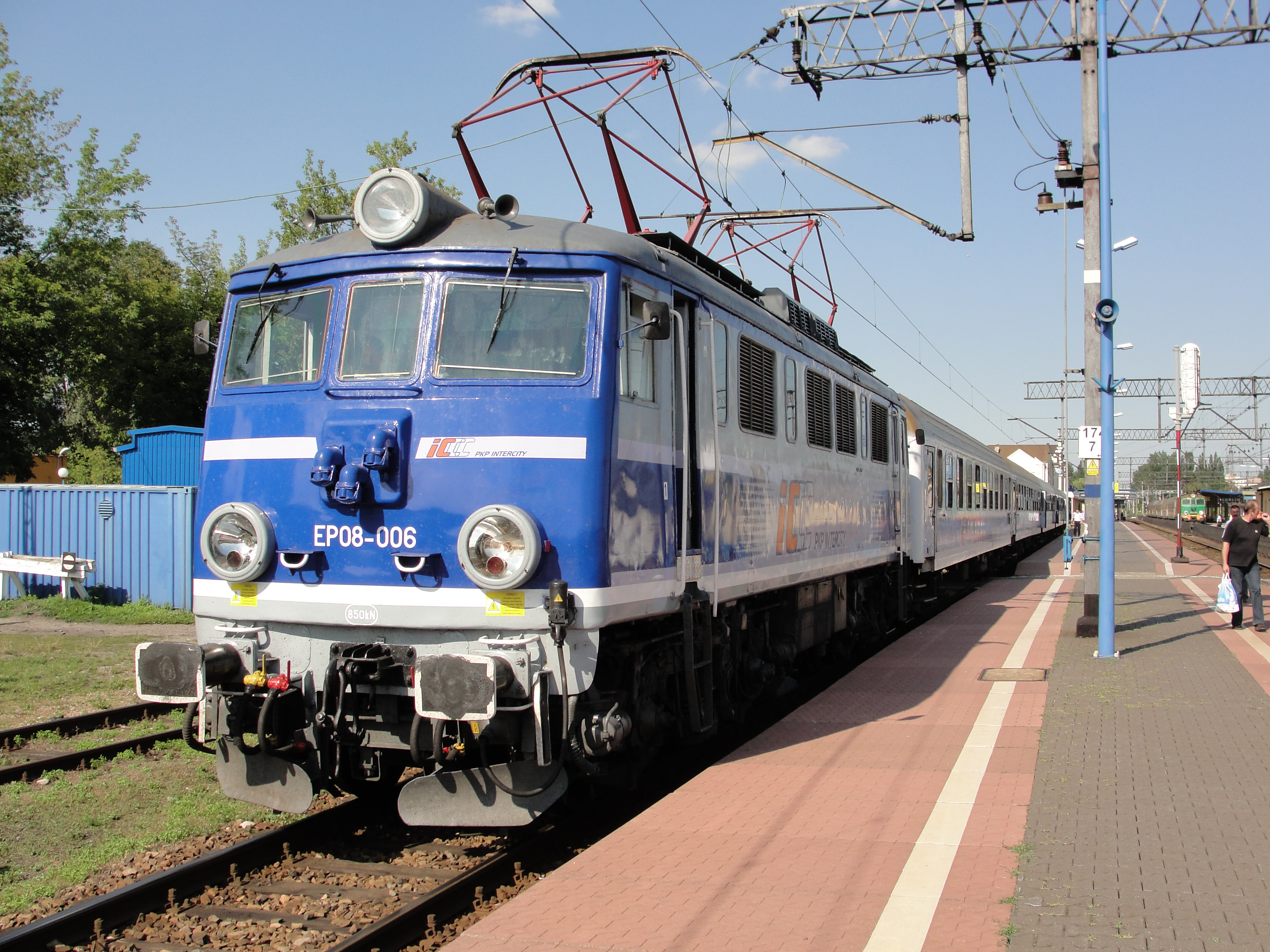
EP08
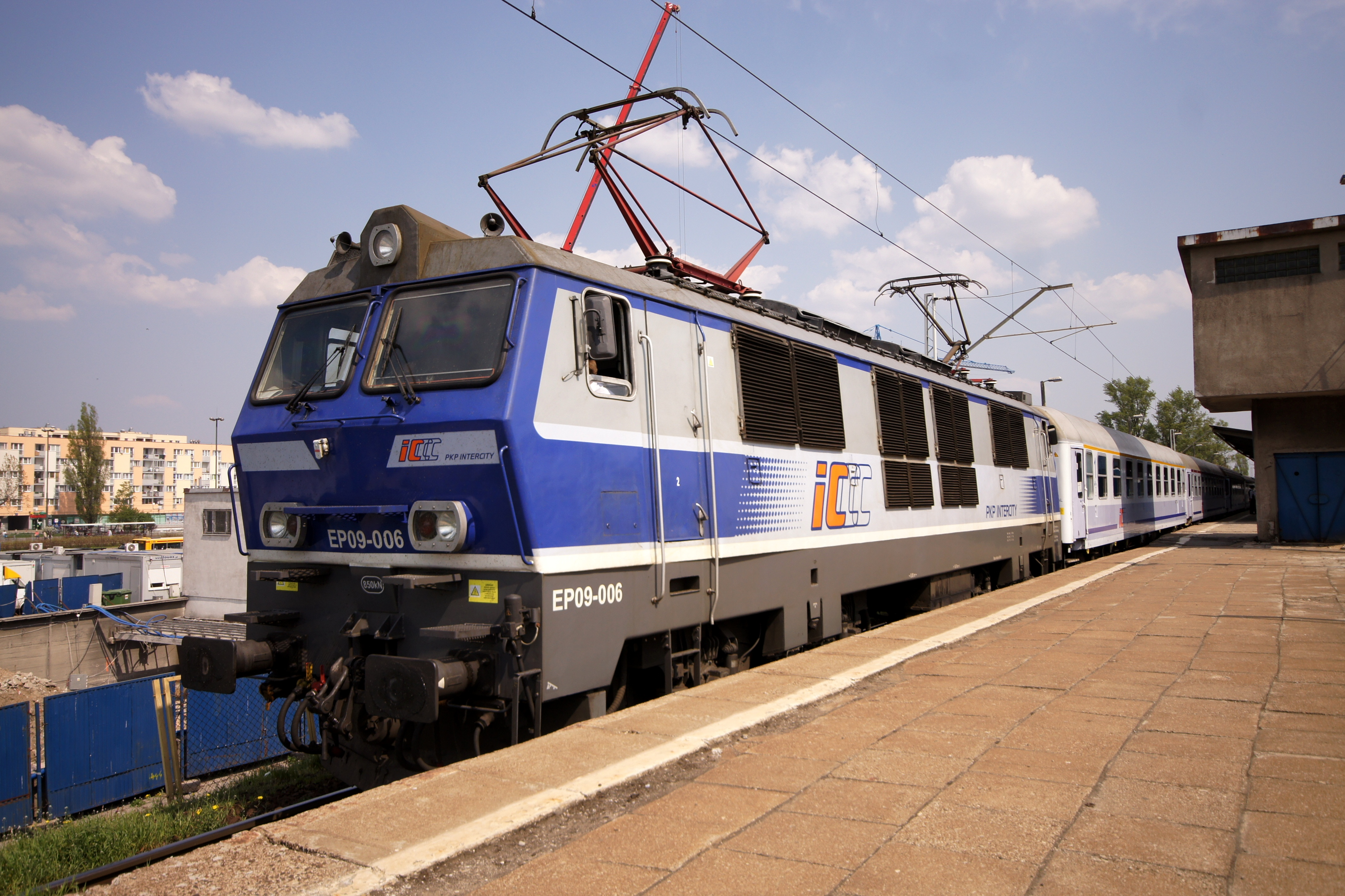
EP09
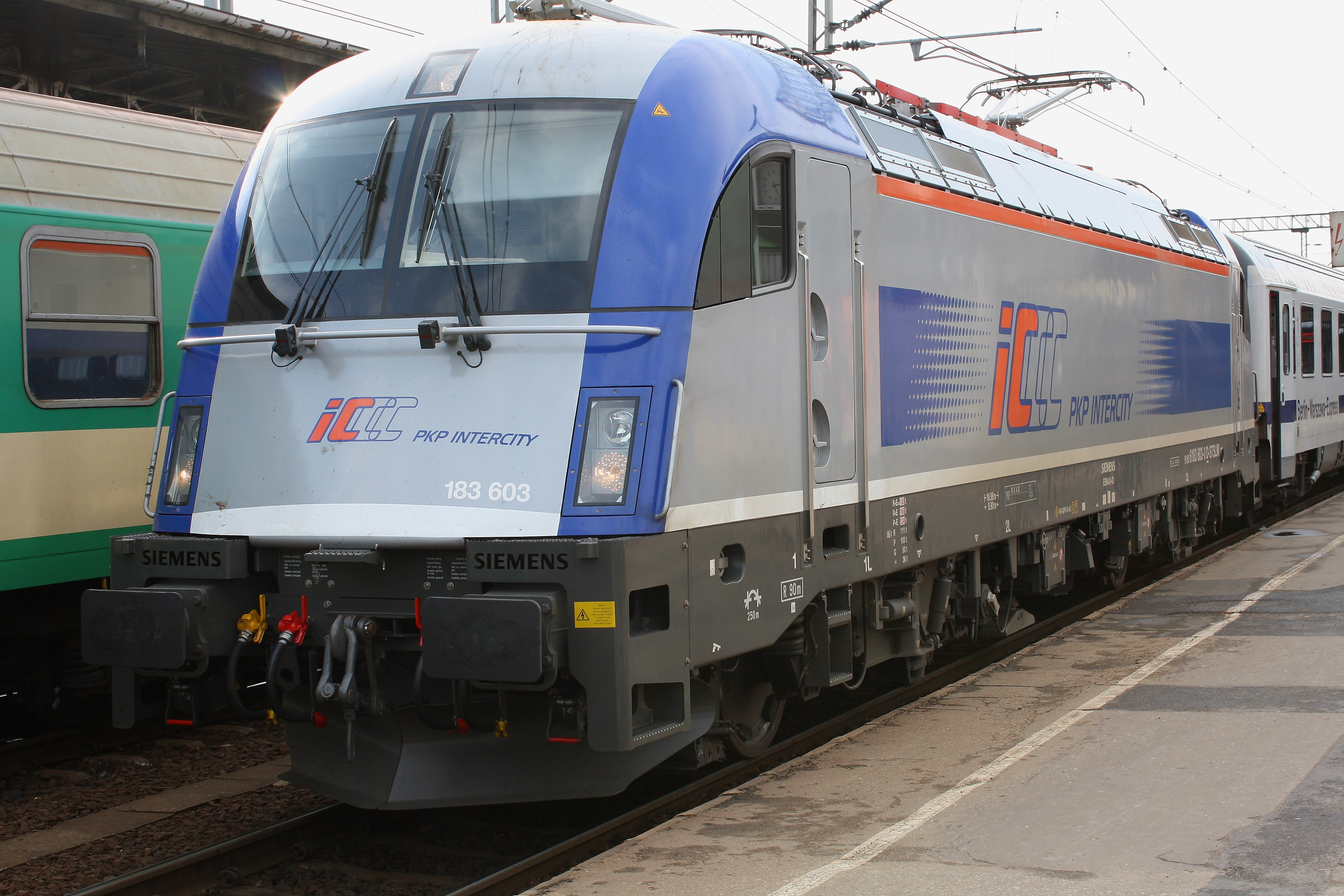
EU44 EuroSprinter
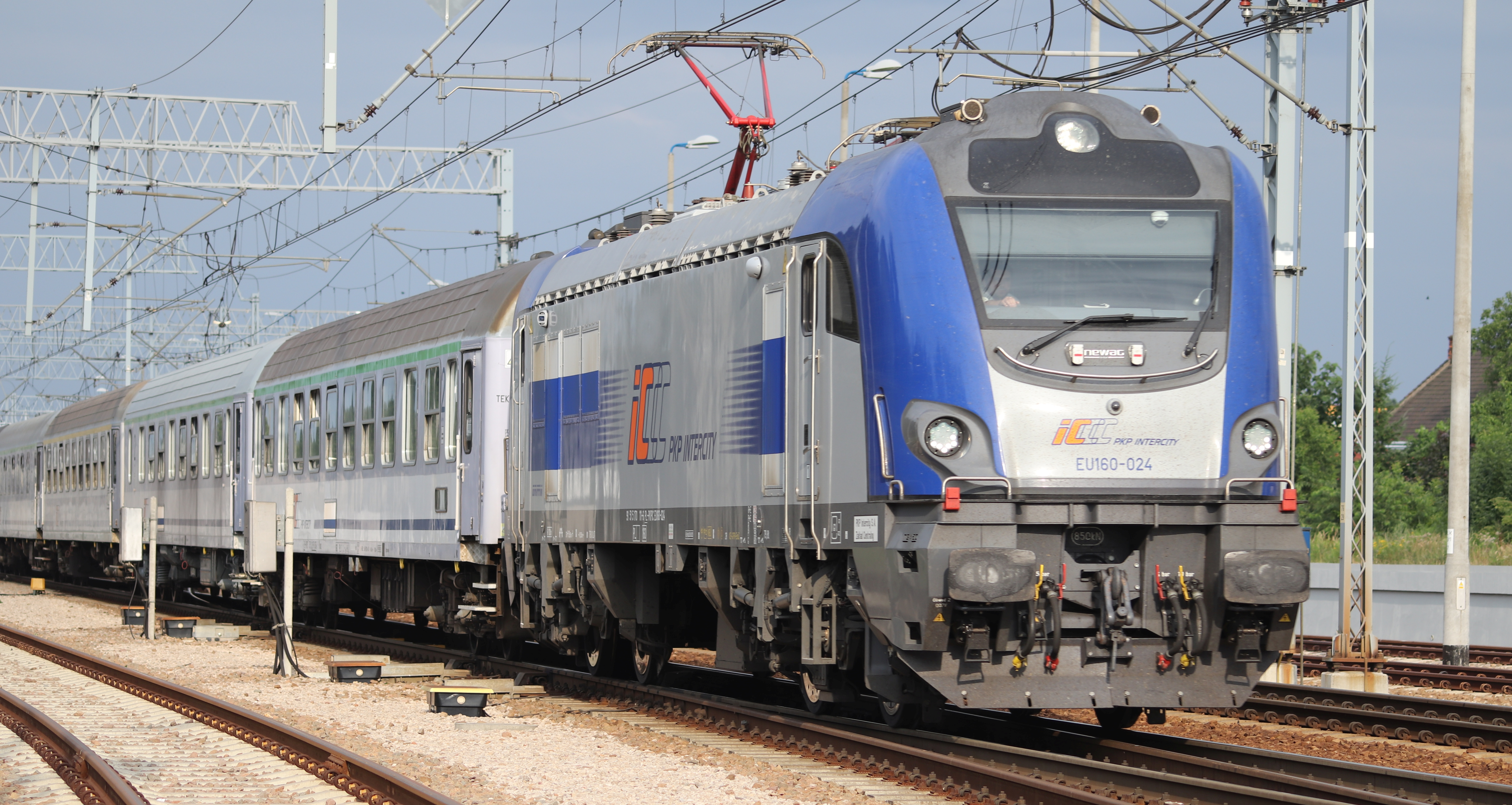
EU160 Griffin
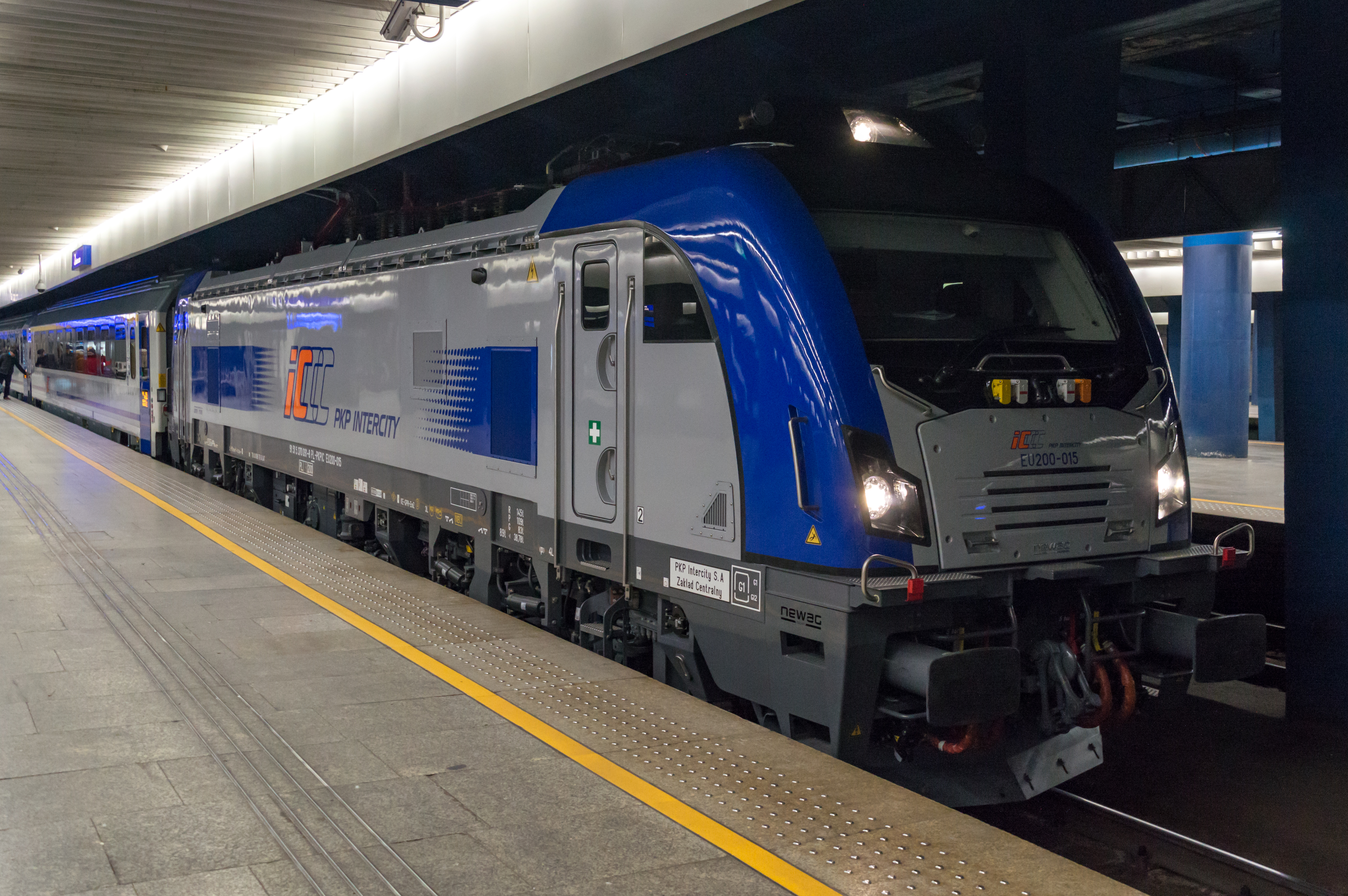
EU200 Griffin200

### Lokomotywy spalinowe
| Seria      | Liczba | Prędkość maksymalna | Producent | Modernizator |                         |
| ---------- | ------ | ------------------- | --------- | ------------ | ----------------------- |
| SM42 (6D)  | 17     | 90 km/h             | Fablok    |              | [ 143 ] [ 157 ] [ 158 ] |
| SM42 (18D) | 10     | 90 km/h             | Fablok    | Newag        | [ 159 ]                 |
| SU4210     | 10     | 90 km/h             | Fablok    | Newag        | [ 159 ]                 |
| SU4220     | 13     | 90 km/h             | Fablok    | HCP-FPS      | [ 158 ] [ 160 ]         |
| SU160 Gama | 10     | 160 km/h            | Pesa      |              | [ 161 ] [ 162 ] [ 163 ] |
| SM60       | 10     | 60 km/h             | CZ Loko   |              | [ 164 ] [ 165 ]         |
| Razem: 70  |        |                     |           |              |                         |

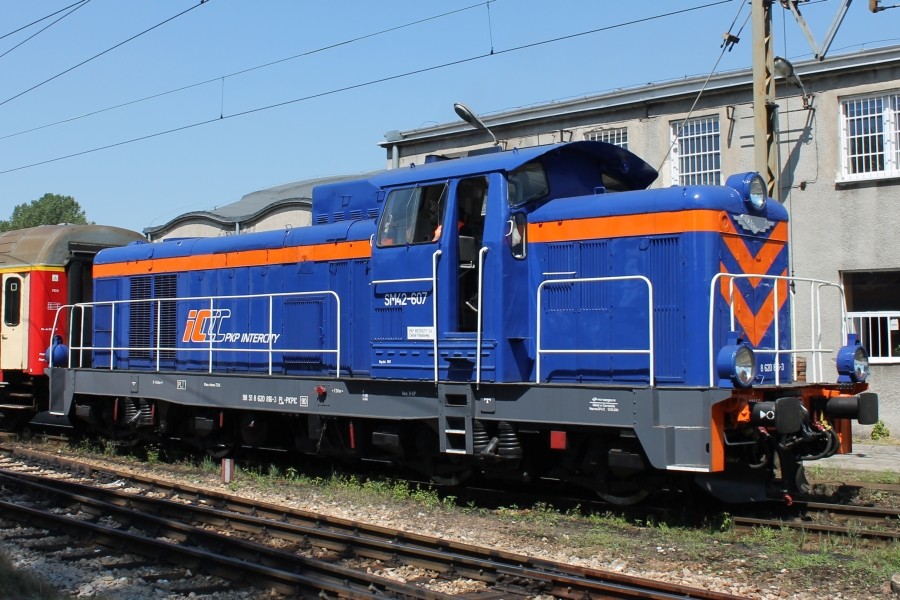
SM42 (6D)
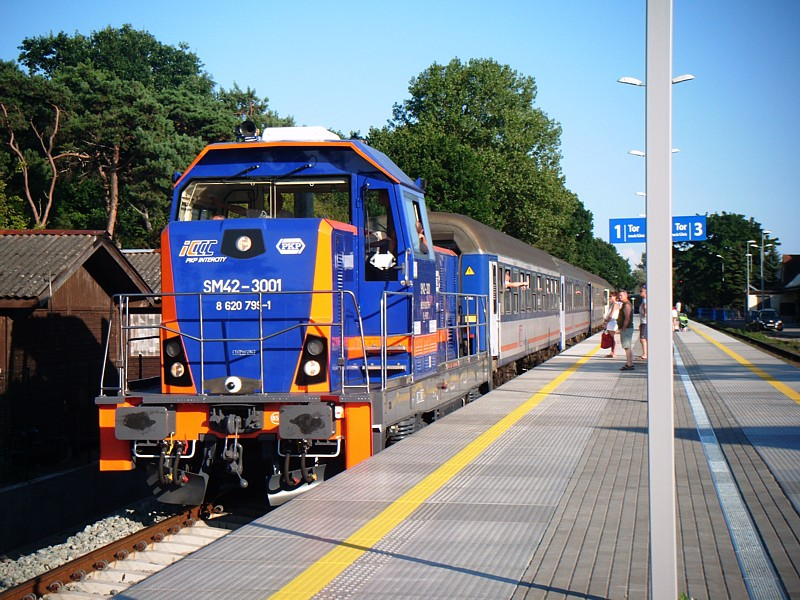
SM42 (18D)
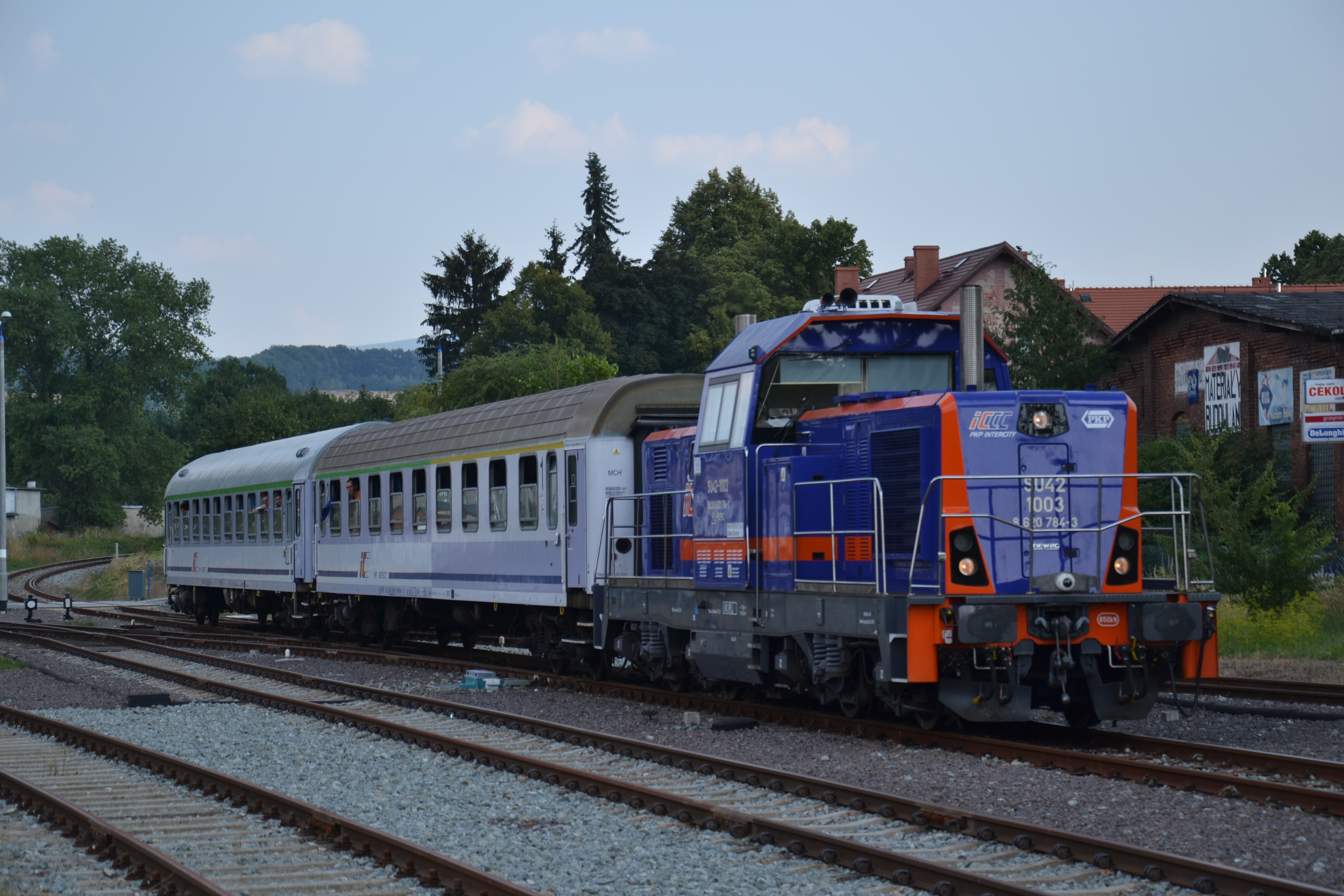
SU4210
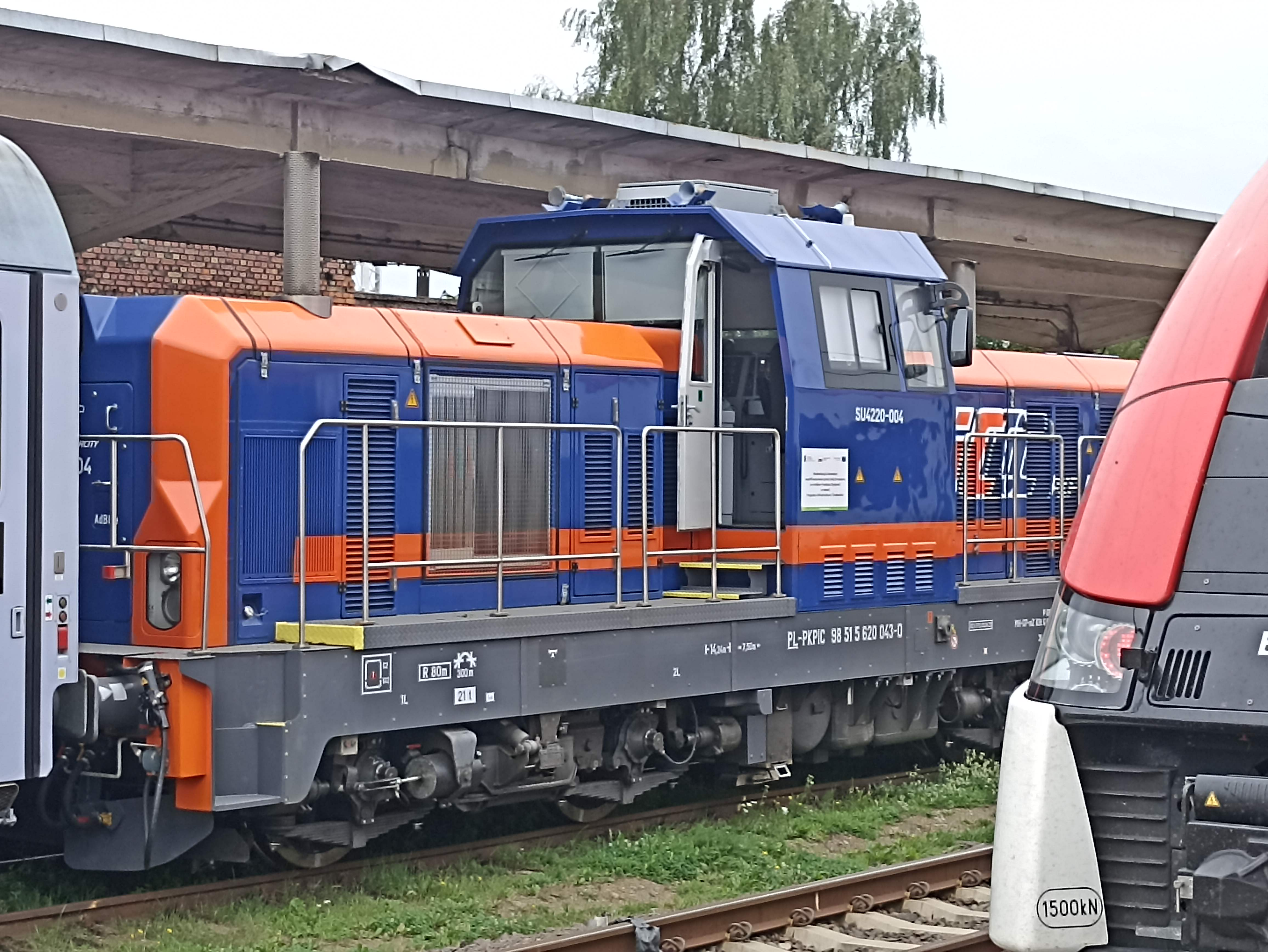
SU4220
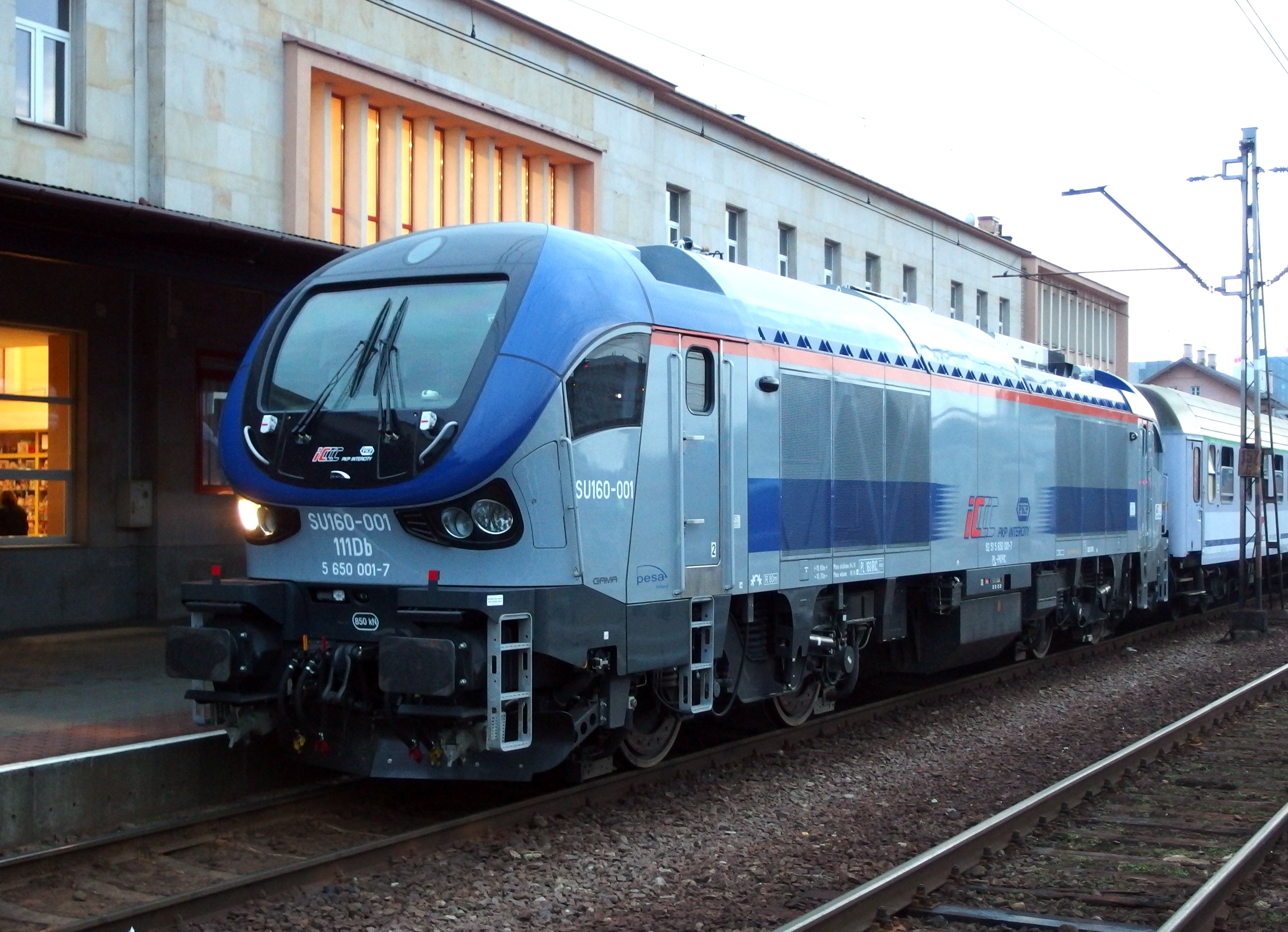
SU160 Gama

### Lokomotywy hybrydowe
| Seria      | Typ | Liczba sztuk w eksploatacji | Prędkość maksymalna | Producent |         |
| ---------- | --- | --------------------------- | ------------------- | --------- | ------- |
| 111DE Gama |     | 0 z 16                      | 160 km/h            | Pesa      | [ 136 ] |

### Elektryczne zespoły trakcyjne
| Seria           | Liczba | Liczba członów | Liczba miejsc | Liczba miejsc | Liczba miejsc           | wagon restauracyjny | Internet bezprzewodowy | ETCS | Prędkość maksymalna | Producent      |                                                                         |
| Seria           | Liczba | Liczba członów | 2 kl.         | 1 kl.         | przewóz osób na wózkach | wagon restauracyjny | Internet bezprzewodowy | ETCS | Prędkość maksymalna | Producent      |                                                                         |
| --------------- | ------ | -------------- | ------------- | ------------- | ----------------------- | ------------------- | ---------------------- | ---- | ------------------- | -------------- | ----------------------------------------------------------------------- |
| ED74 Bydgostia  | 14     | 4              | 161+8         | 33            | 2                       | Nie                 | Tak                    | Nie  | 160 km/h            | Pesa           | [ 143 ] [ 167 ]                                                         |
| ED160 FLIRT3    | 32     | 8              | 294+6         | 60            | 2                       | Tak                 | Tak                    | Tak  | 160 km/h            | Stadler Polska | [ 107 ] [ 169 ] [ 170 ] [ 171 ] [ 134 ] [ 172 ] [ 173 ] [ 174 ] [ 175 ] |
| ED161 Dart      | 20     | 8              | 294           | 60            | 2                       | Tak                 | Tak                    | Tak  | 160 km/h            | Pesa           | [ 177 ] [ 178 ]                                                         |
| ED250 Pendolino | 20     | 7              | 355           | 45            | 2                       | Tak                 | Tak                    | Tak  | 250 km/h            | Alstom         | [ 95 ] [ 62 ] [ 179 ] [ 180 ] [ 181 ] [ 182 ]                           |
| Razem: 86       |        |                |               |               |                         |                     |                        |      |                     |                |                                                                         |

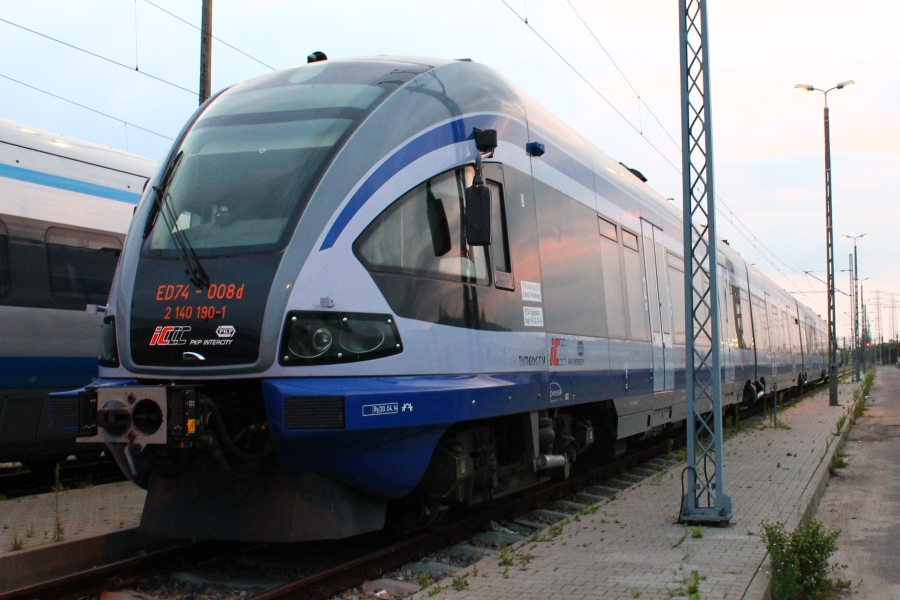
ED74 Bydgostia
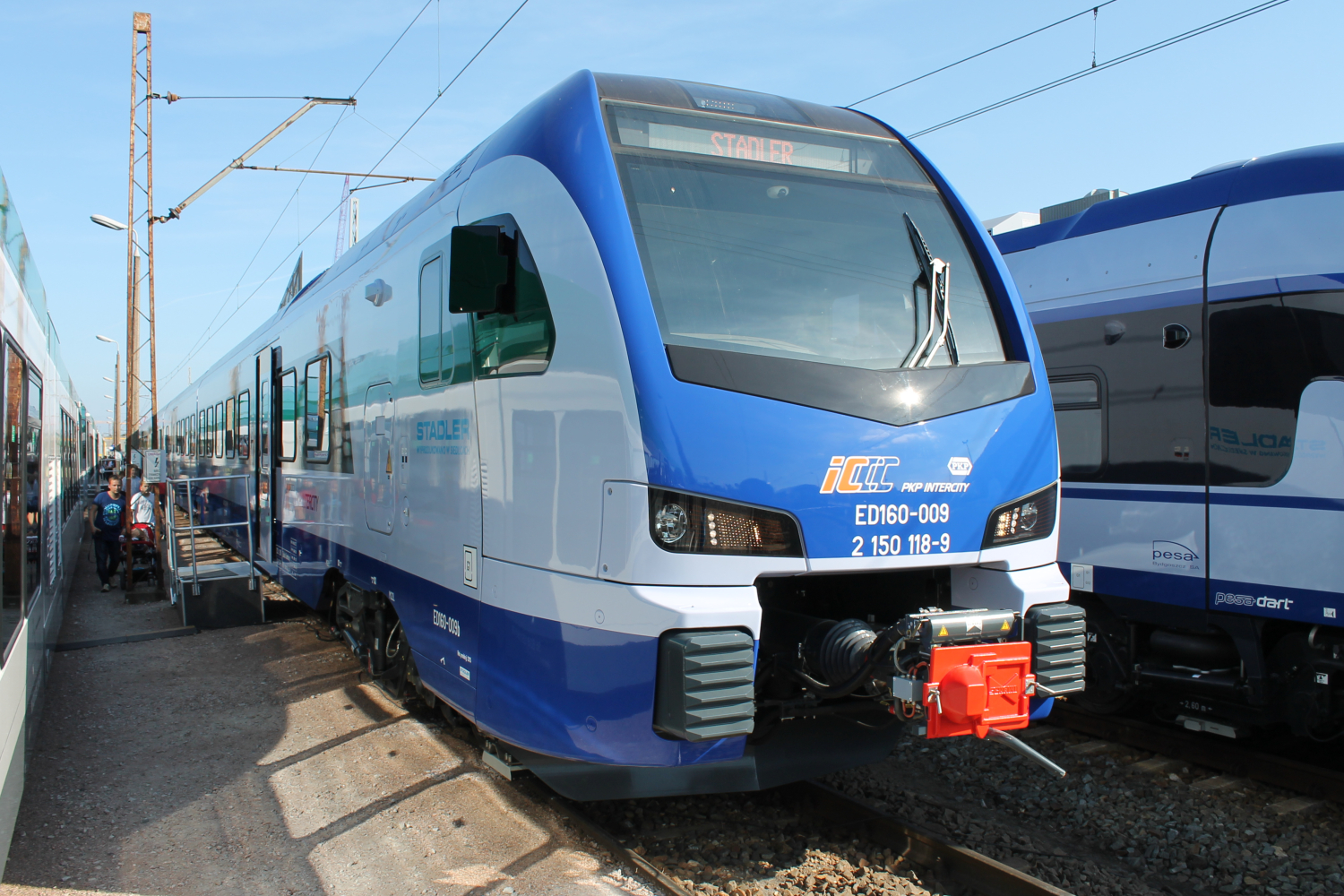
ED160 FLIRT3
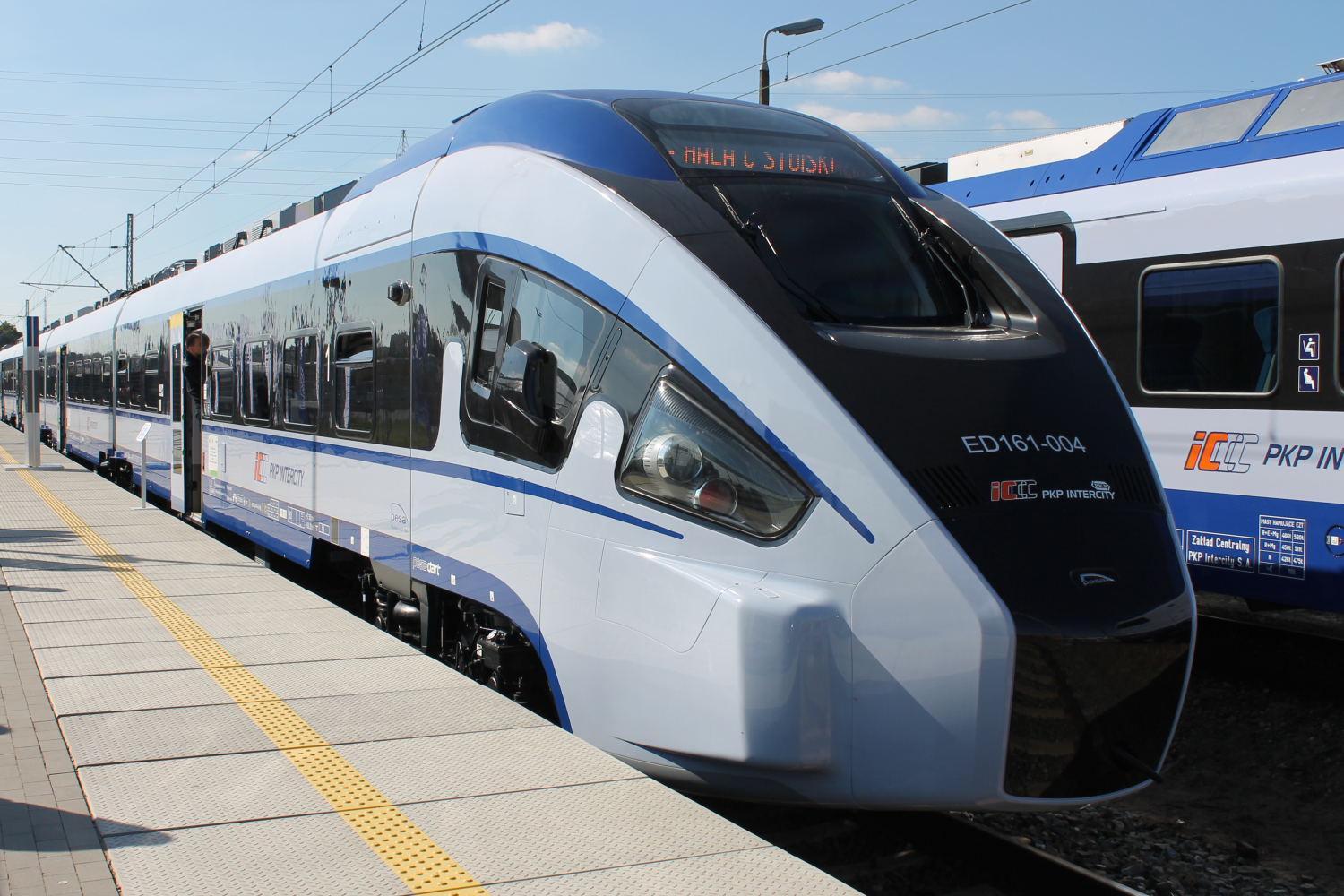
ED161 Dart
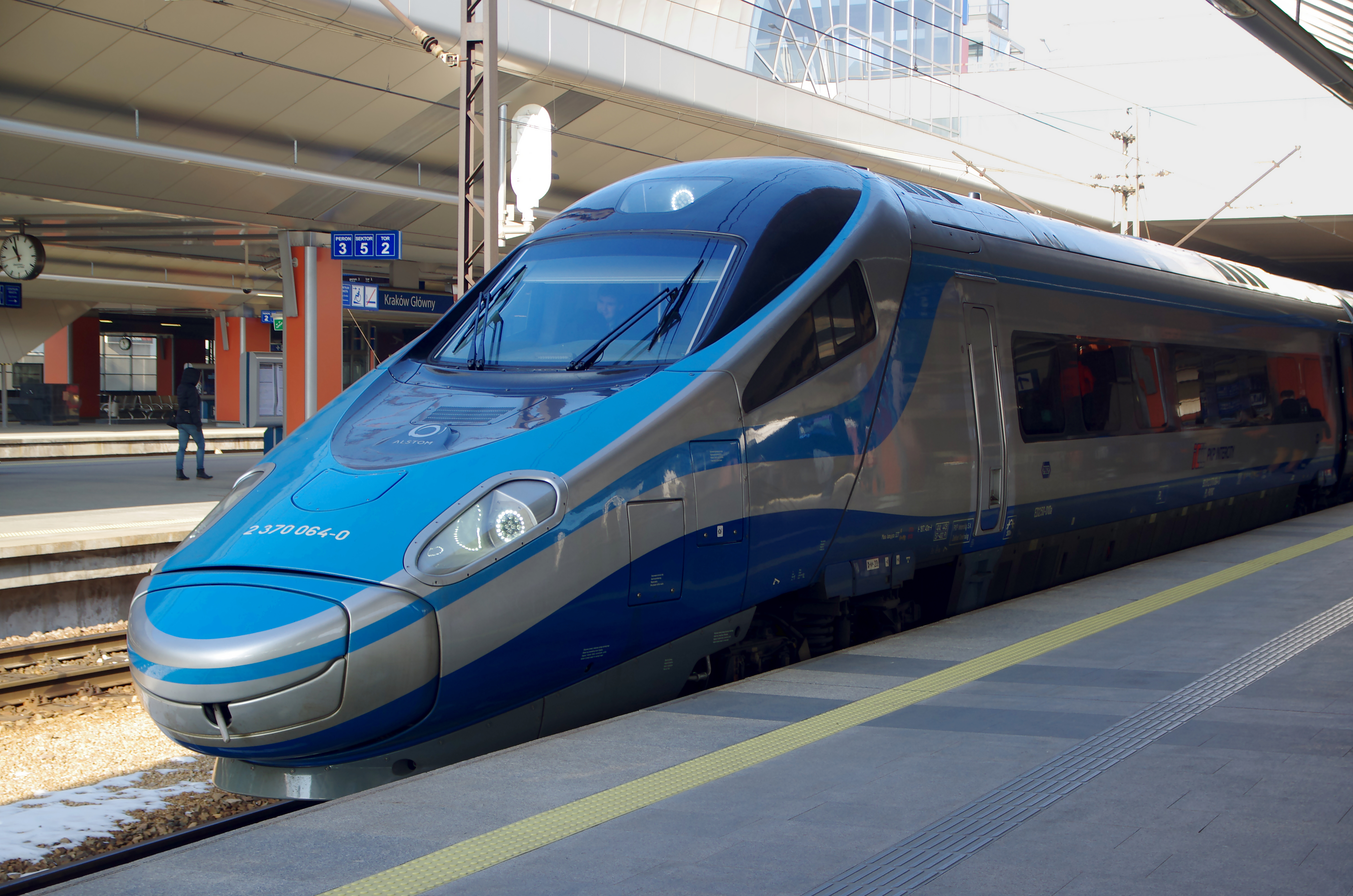
ED250 Pendolino

### Hybrydowe zespoły trakcyjne
| Seria  | Liczba | Liczba członów | Liczba miejsc | Liczba miejsc | Liczba miejsc           | Prędkość maksymalna | Prędkość maksymalna | Producent |         |
| Seria  | Liczba | Liczba członów | 2 kl.         | 1 kl.         | przewóz osób na wózkach | Napęd elektr.       | Napęd spalin.       | Producent |         |
| ------ | ------ | -------------- | ------------- | ------------- | ----------------------- | ------------------- | ------------------- | --------- | ------- |
| Impuls | 0 z 35 |                | 154           | 20            | 4                       | 160 km/h            | 130 km/h            | Newag     | [ 183 ] |

### Wagony

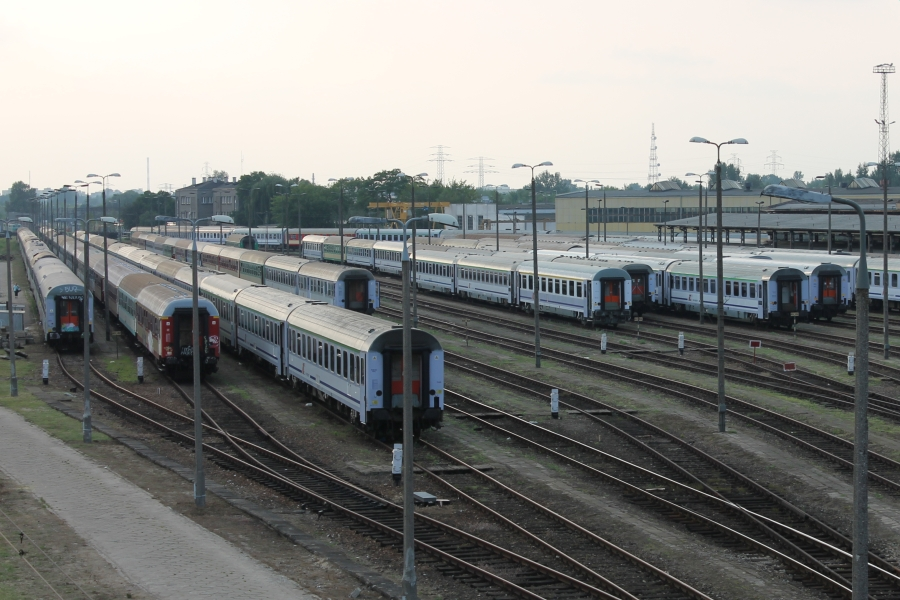
Wagony PKP IC stojące na torach odstawczych stacji Warszawa Grochów

Według stanu na dzień 31 grudnia 2013 spółka dysponowała 2681 wagonami, z których 60,9% stanowiły wagony 2. klasy, 22,2% wagony 1 klasy. 492 wagony posiadały klimatyzację. 64,33% wagonów dostosowanych było do prędkości 160 km/h, a 5,95% do prędkości 200 km/h. Średni wiek wagonów wynosił 28 lat.
W czerwcu 2014 r. spółka posiadała 1500 sprawnych wagonów, z których 518 było klimatyzowanych.
W listopadzie 2016 r. spółka dysponowała 2315 wagonami, z których 169 było dostosowanych do prędkości 200 km/h, a 1675 do 160 km/h. W kwietniu 2017 r. 251 spośród tych wagonów było trwale wyłączonych z ruchu i oczekiwało na kasację. W listopadzie jedynie 1306 wagonów (z 2315 posiadanych) posiadało świadectwo sprawności technicznej.

W 2022 r. PKP Intercity dysponowało 2153 wagonami pasażerskimi (w tym 416 wyłączonych z eksploatacji). Od 2016 roku PKP Intercity kupiło i odebrało 77 nowych wagonów oraz zmodernizowało 718 wagonów. Wiosną 2024 r. PKP Intercity dysponowało łącznie 2059 wagonami.

### Pojazdy kolejowo-drogowe
Poza taborem kolejowym przewoźnik posiada 5 Unimogów U423 i 6 Crabów 1500E, które mogą być wykorzystywane do prac manewrowych.

### Tabor wypożyczony i testowy

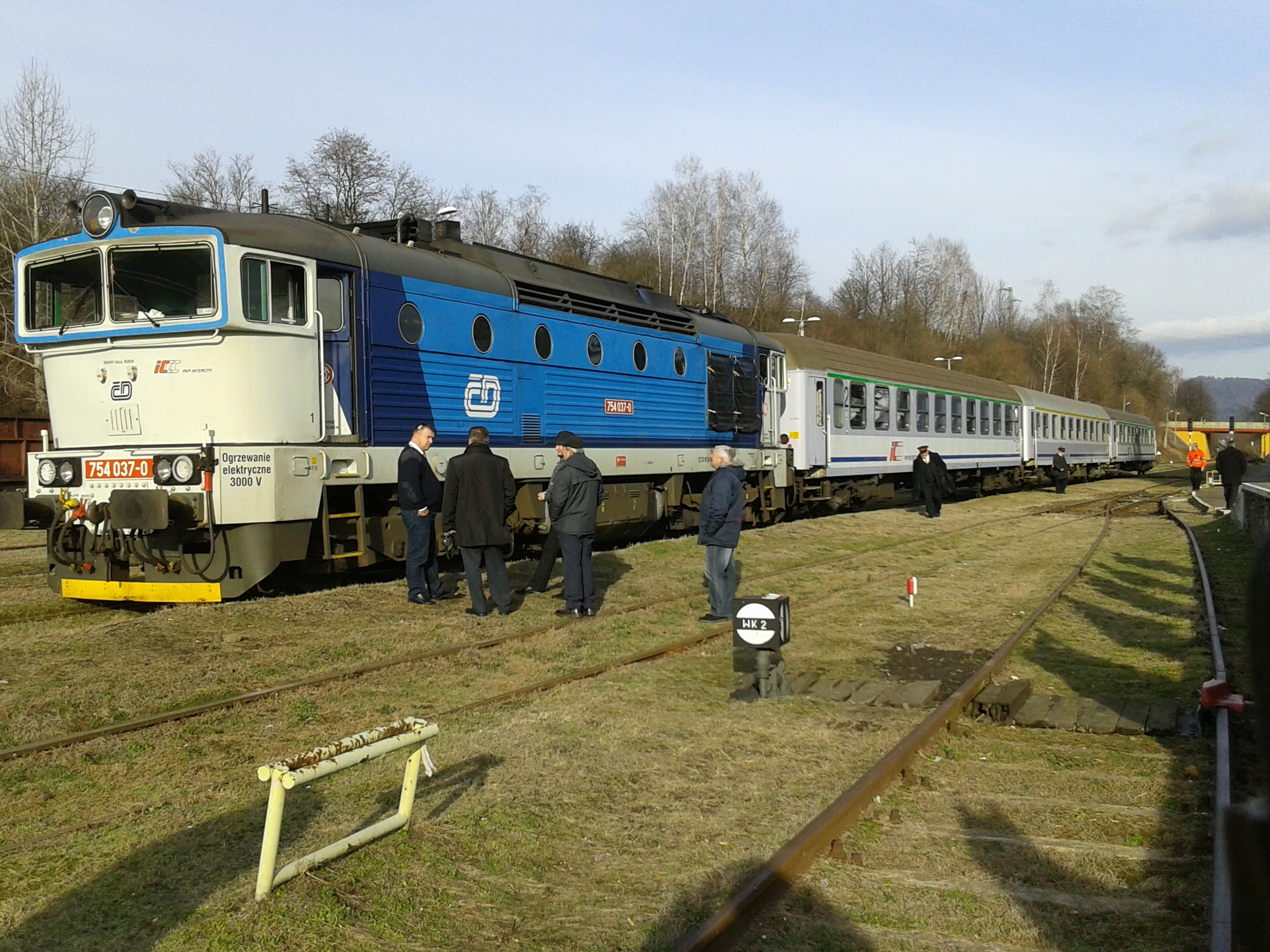
TLK Monciak w Zagórzu z lokomotywą České dráhy (2014)

Spółka w ramach współpracy z zagranicznymi przewoźnikami okresowo włącza do obsługi swoich krajowych połączeń ich lokomotywy – np. Škoda 71E w rozkładzie 2007/2008 miała kursować z Krakowa do Rzeszowa, bądź Krynicy w przerwie od prowadzenia pociągów międzynarodowych.
W razie problemów taborowych spółka wypożycza lokomotywy od innych przewoźników lub firm specjalizujących się w leasingu lokomotyw, takich jak České dráhy, DB Schenker Rail Polska, Ecco Rail, Newag, PKP Cargo czy Dispolok. Wypożyczane są głównie lokomotywy elektryczne (EU07, ES64F4 EuroSprinter, Traxx czy Vectron DC/EU46), a rzadziej lokomotywy spalinowe (czeskie serii 754 i SM42) i wagony osobowe.
Poza lokomotywami wypożyczonymi przewoźnik okazjonalnie użytkuje lokomotywy testowe: w 2012 roku lokomotywę Vectron DC, a w 2013 roku lokomotywę 111Ed Gama.
W lutym 2018 przewoźnik wydzierżawił od Newagu 2 lokomotywy Griffin, żeby uzupełnić niedobór lokomotyw dostosowanych do prędkości 160 km/h związany z naprawami okresowymi lokomotyw EP09.

## Obsługa podróżnych

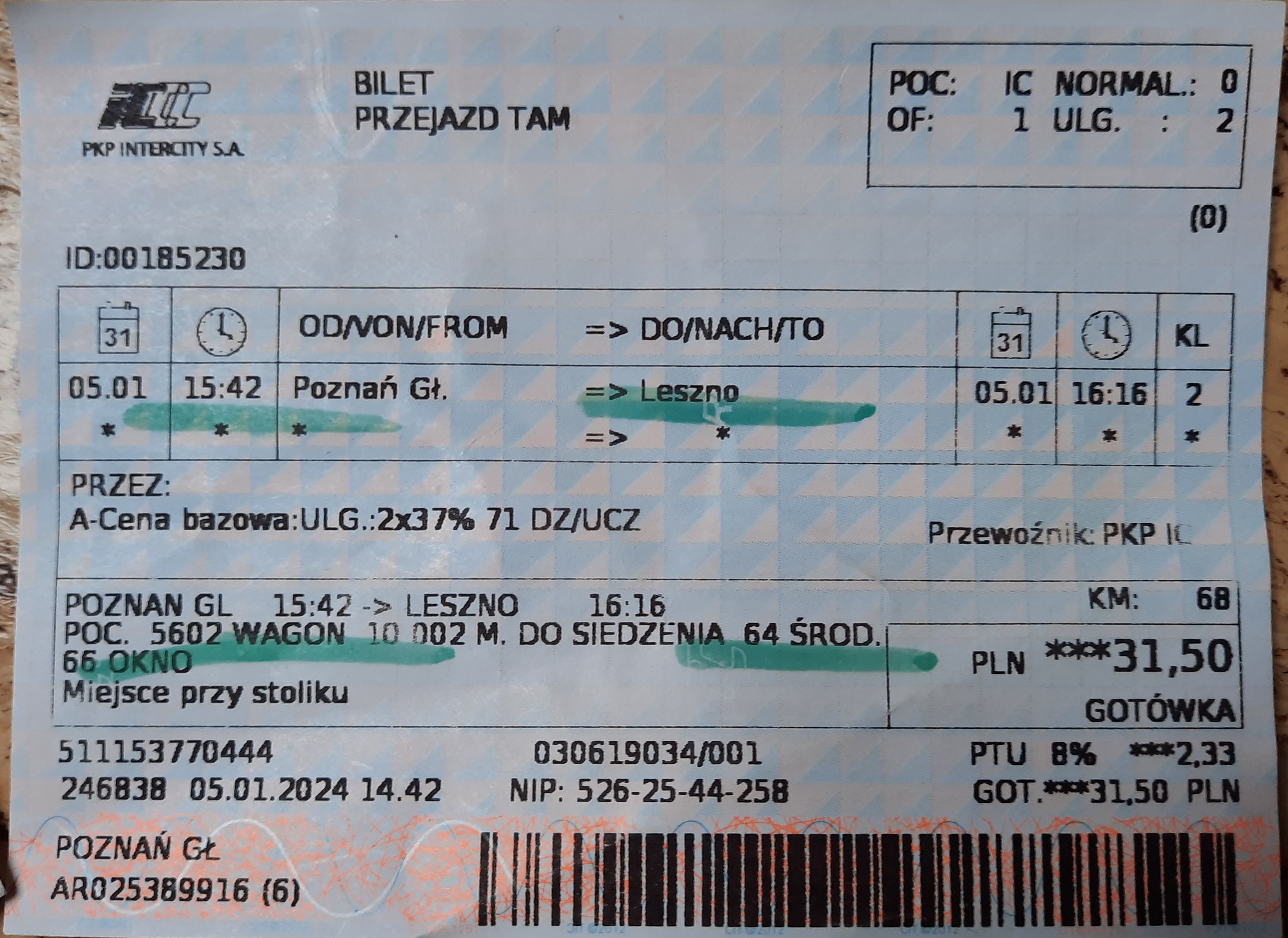
Bilet na pociąg InterCity

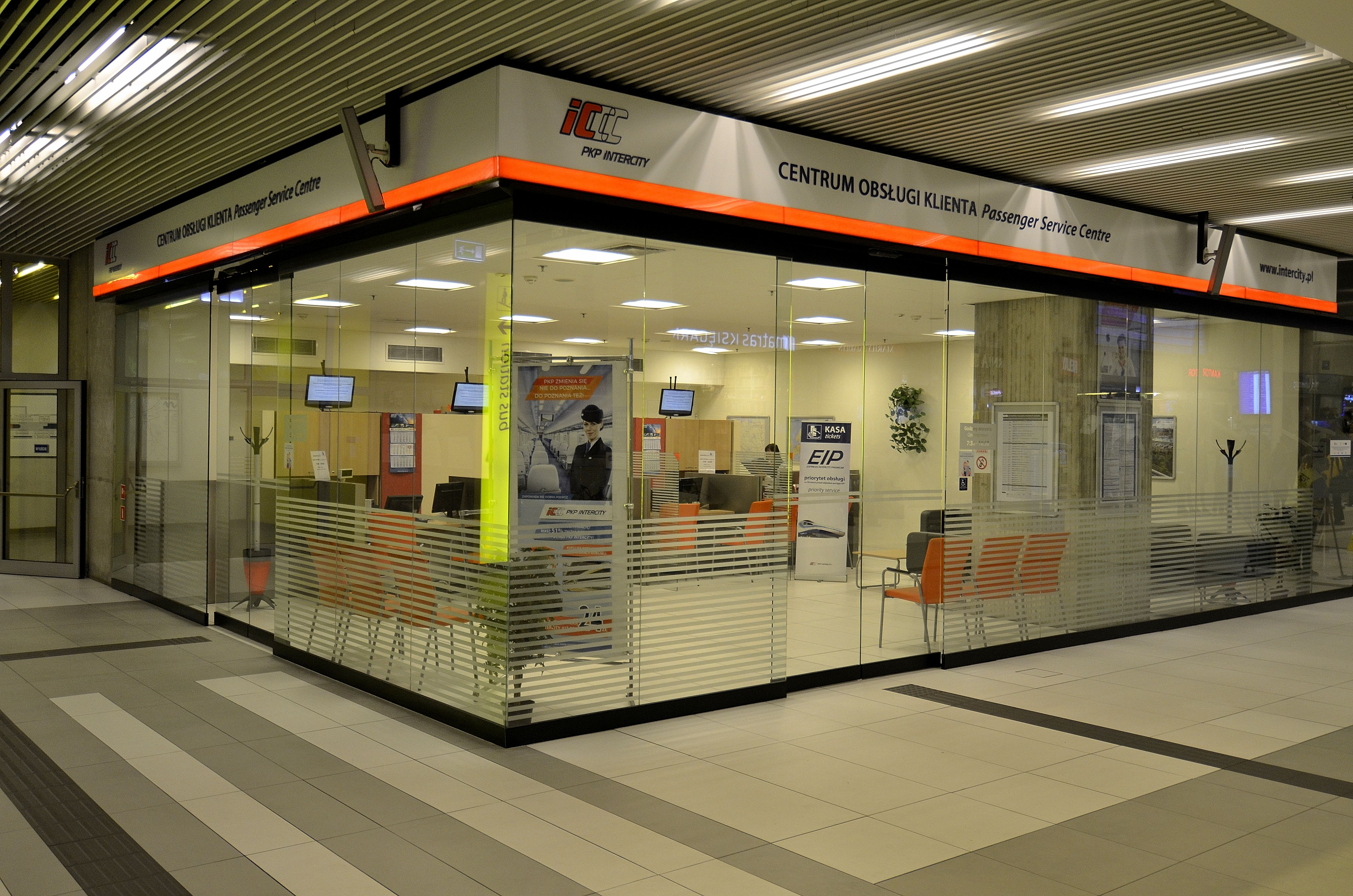
Centrum Obsługi Klienta na dworcu w Katowicach

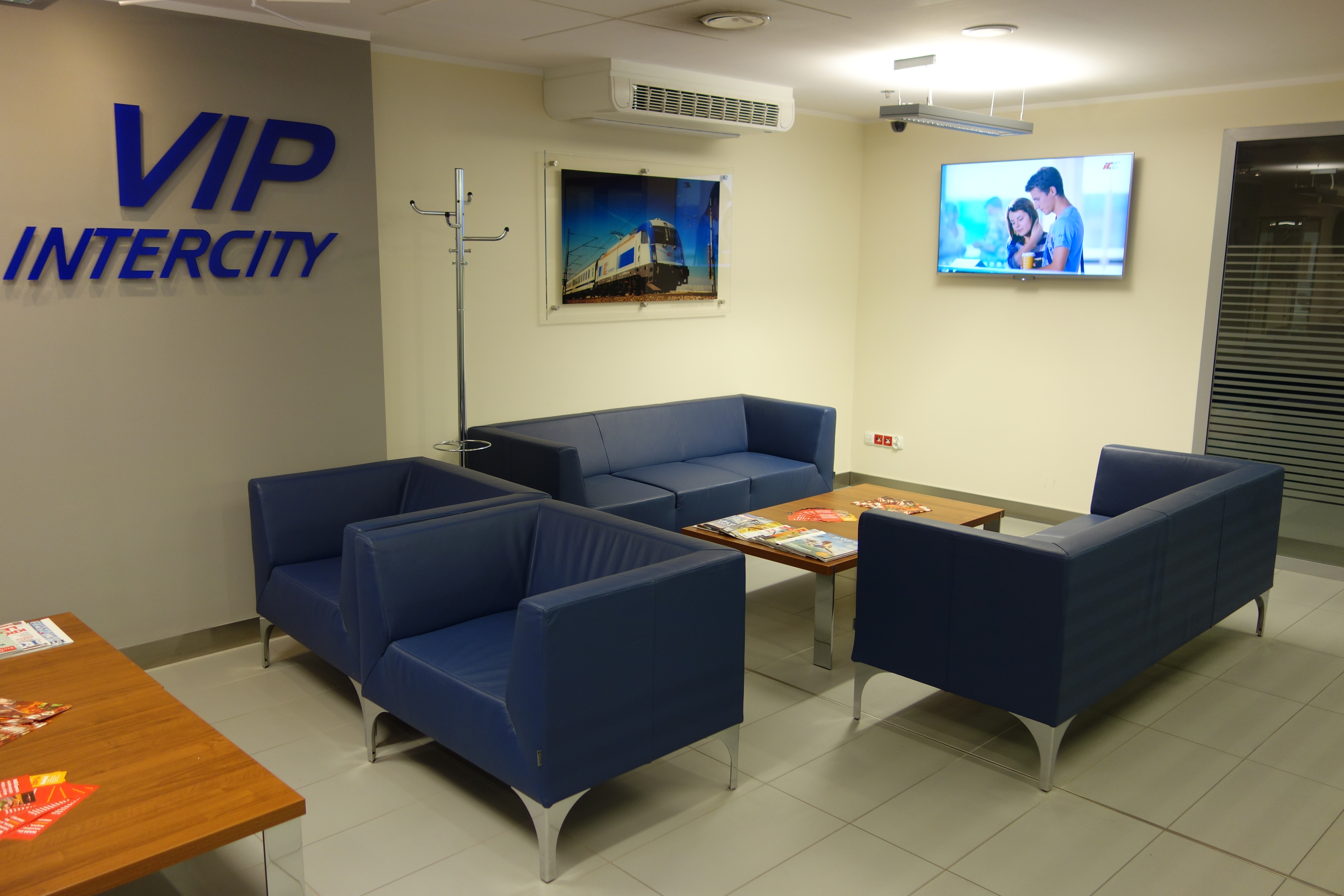
Poczekalnia VIP na dworcu Kraków Główny

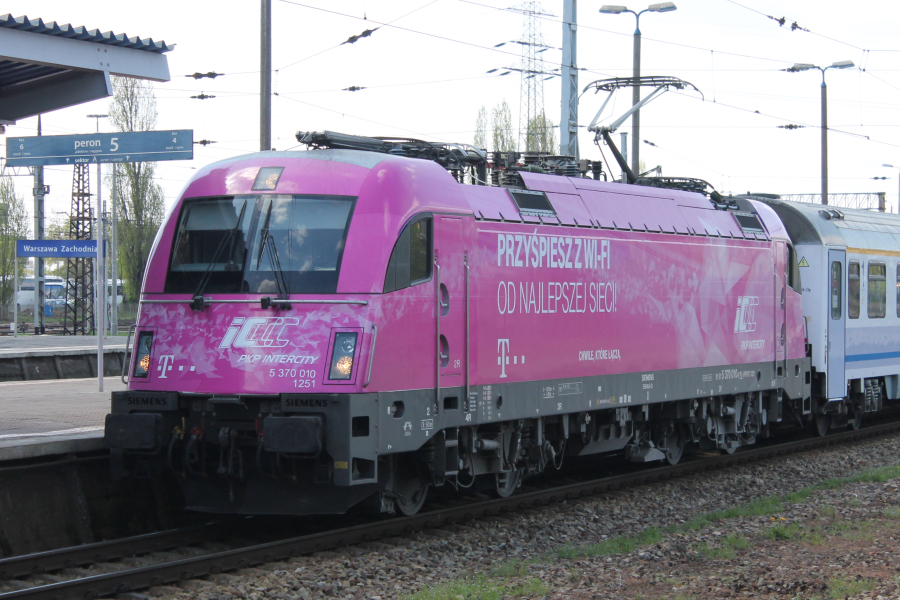
EuroSprinter reklamujący internet od T-Mobile

W 2001 przewoźnik umożliwił rezerwację biletów przez Internet, od 2002 funkcjonuje call center, a w 2005 rozpoczęła się sprzedaż biletów przez Internet.
W styczniu 2006 PKP IC otworzyło na dworcu Centralnym w Warszawie pierwsze Centrum Obsługi Klienta, w późniejszym czasie takie miejsca otwarto również na dworcach: Gdańsk Główny, Katowice, Kraków Główny, Poznań Główny, Szczecin Główny i Wrocław Główny.
W 2007 rozpoczęto dystrybucję w pociągach magazynu W Podróży oraz powstała poczekalnia VIP dla pasażerów na dworcu Warszawa Centralna. W późniejszym czasie podobne poczekalnie powstały na dworcach Kraków Główny i Wrocław Główny. Pod koniec 2014 podjęto decyzję o ich likwidacji.
W 2009 przewoźnik rozpoczął sprzedaż biletów przez automaty biletowe, pierwszą stacją na której było to możliwe, była Warszawa Centralna.
W styczniu 2012 przewoźnik udostępnił elektroniczny system monitorujący kursowanie pociągów InfoPasażer.
W styczniu 2014 PKP IC podpisało z siecią T-Mobile umowę na dostawę Internetu i multimediów dla pasażerów w części składów. 1 lipca przewoźnik uruchomił usługę dostępu do Internetu w pierwszym pociągu, a 12 kwietnia 2015 dostęp do treści multimedialnych.
Od 16 do 20 listopada 2014 miała miejsce awaria systemu sprzedaży biletów PKP IC związana z wprowadzeniem dynamicznej taryfy oraz połączeń w ramach nowego rozkładu jazdy. W wyniku tej awarii sprzedaż biletów przez kanały zdalne była niemożliwa, a w kasach utrudniona. W grudniu 2014 przewoźnik rozpoczął sprzedaż biletów przez telefony komórkowe za pośrednictwem aplikacji mobilnej SkyCash, a w połowie stycznia 2015 rozpoczął współpracę z Google, w ramach której informacje o połączeniach spółki są dostępne na Google Maps. Pomiędzy lutym a majem 2015 PKP IC przeprowadziło testy sprzedaży biletów w wybranych placówkach Poczty Polskiej (37 placówek w 3 województwach). Od 13 do 15 lipca 2015 miała miejsce kolejna awaria systemu sprzedaży biletów przez Internet.
20 listopada 2017 uruchomiono możliwość zakupu biletów z jedną przesiadką przez internetowy system sprzedaży.
W listopadzie 2019 przewoźnik umożliwił graficzną rezerwację miejsc w pociągach obsługiwanych przez elektryczne zespoły trakcyjne (Pendolino, Dart i Flirt). W kwietniu 2021 usługa ta została rozszerzona o spalinowe zespoły trakcyjne (SN84), a w marcu 2023 o wybrane składy wagonowe. W kolejnych miesiącach 2023 roku sukcesywnie kolejne połączenia wagonowe były włączane do systemu graficznej rezerwacji miejsc, w efekcie czego 20 grudnia graficzna rezerwacja była możliwa we wszystkich pociągach krajowych przewoźnika.
31 maja 2022 aplikacja mPay rozpoczęła sprzedaż biletów PKP Intercity, 2 maja serwis e-podróżnik.pl, w październiku 2022 portal Koleo, 12 grudnia 2023 serwis jakdojade.pl, 7 marca 2024 platforma eTravel, 25 października platforma biletico.pl, a 10 marca 2025 platforma Infobus.

## Marketing i promocja

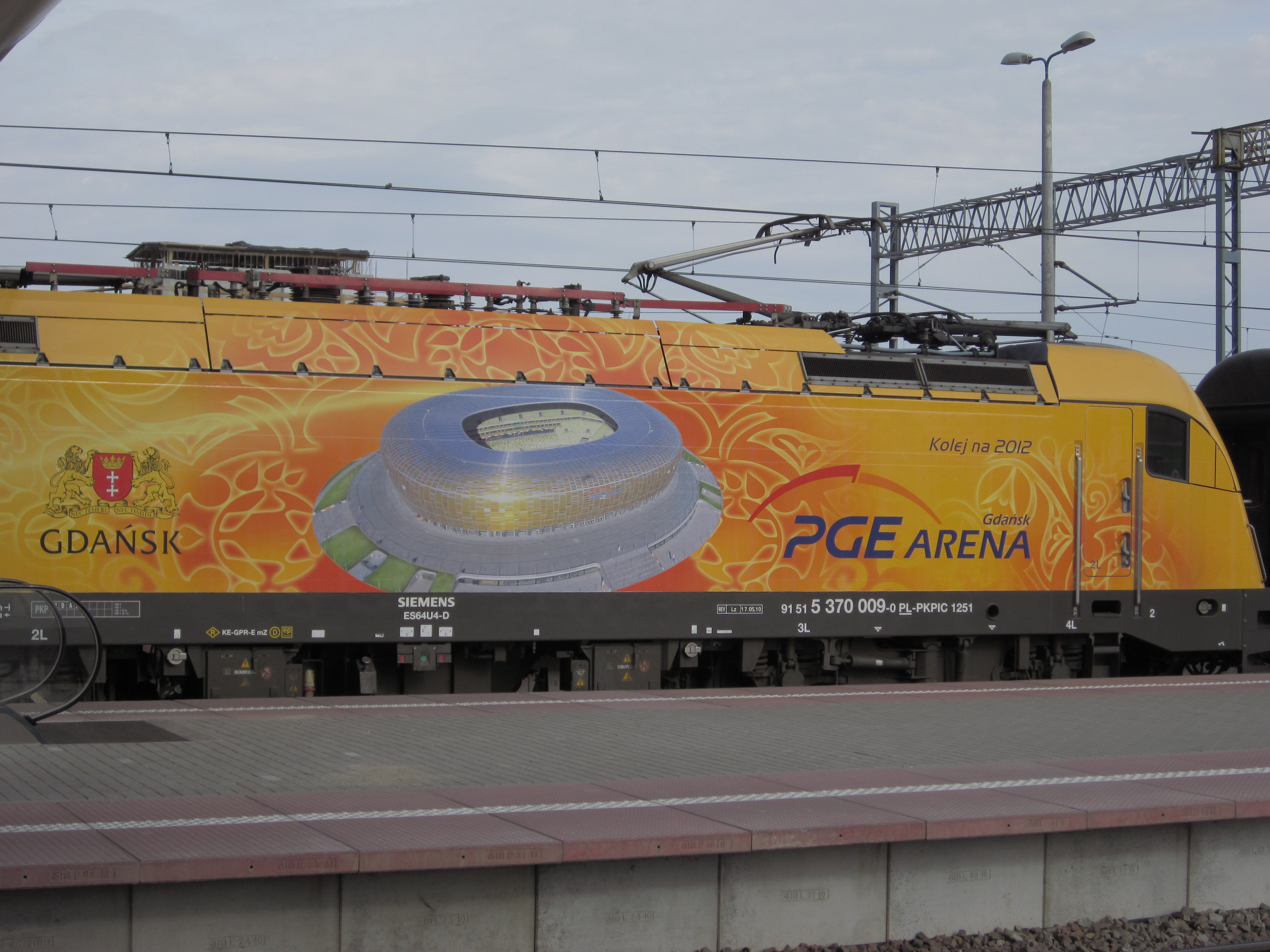
EuroSprinter reklamujący Euro 2012

PKP IC prowadzi kampanie reklamowe w: telewizji (w tym również lokowanie produktów w programach telewizyjnych), radiu, prasie i Internecie, jak również korzysta z reklam zewnętrznych. Od 2011 roku spółka posiada oficjalny profil na Facebooku.
Przewoźnik wykorzystuje również swoje lokomotywy do działań promocyjnych:
- Na czas Mistrzostw Europy w Piłce Nożnej 2012 10 lokomotyw ES64U4 Husarz i 10 lokomotyw EP09 oklejono kalkomaniami nawiązującymi do mistrzostw. 16 lokomotyw jeździło w barwach państw biorących udział w Euro 2012, a 4 w barwach polskich miast-gospodarzy[228].
- W czerwcu 2013 dwie lokomotywy ES64U4 zostały oklejone w barwy Open’er Festival w ramach współpracy PKP IC z organizatorem festiwalu[229].
- Od końca października 2013 do stycznia 2014 lokomotywa jedna EP09 oklejono białą kalkomanią, promującą rozpoczęcie kursowania zmodernizowanych wagonów pasażerskich na trasie Przemyśl Główny – Katowice – Poznań Główny – Szczecin Główny[230].
- W lipcu 2018 na tory wyjechała pierwsza lokomotywa oklejona w barwy narodowe ze względu na chęć uczczenia setnej rocznicy odzyskania niepodległości przez Polskę[231]. Specjalne naklejki pojawiły się również na elektrycznych zespołach trakcyjnych PKP Intercity[232].
- W 2021 roku wybrane lokomotywy EU160 Griffin otrzymały następujące okleiny:
  - EU160-023 – 100-lecie wybuchu III powstania śląskiego[233],
  - EU160-027 – Przebojowy pociąg RMF FM[234][235],
  - EU160-030 – #KupujŚwiadomie Produkt Polski[236].

Spółka organizuje prezentacje swojego nowego i zmodernizowanego taboru na największych stacjach w Polsce oraz podczas targów kolejowych Trako.

## Siedziba i zaplecze techniczne

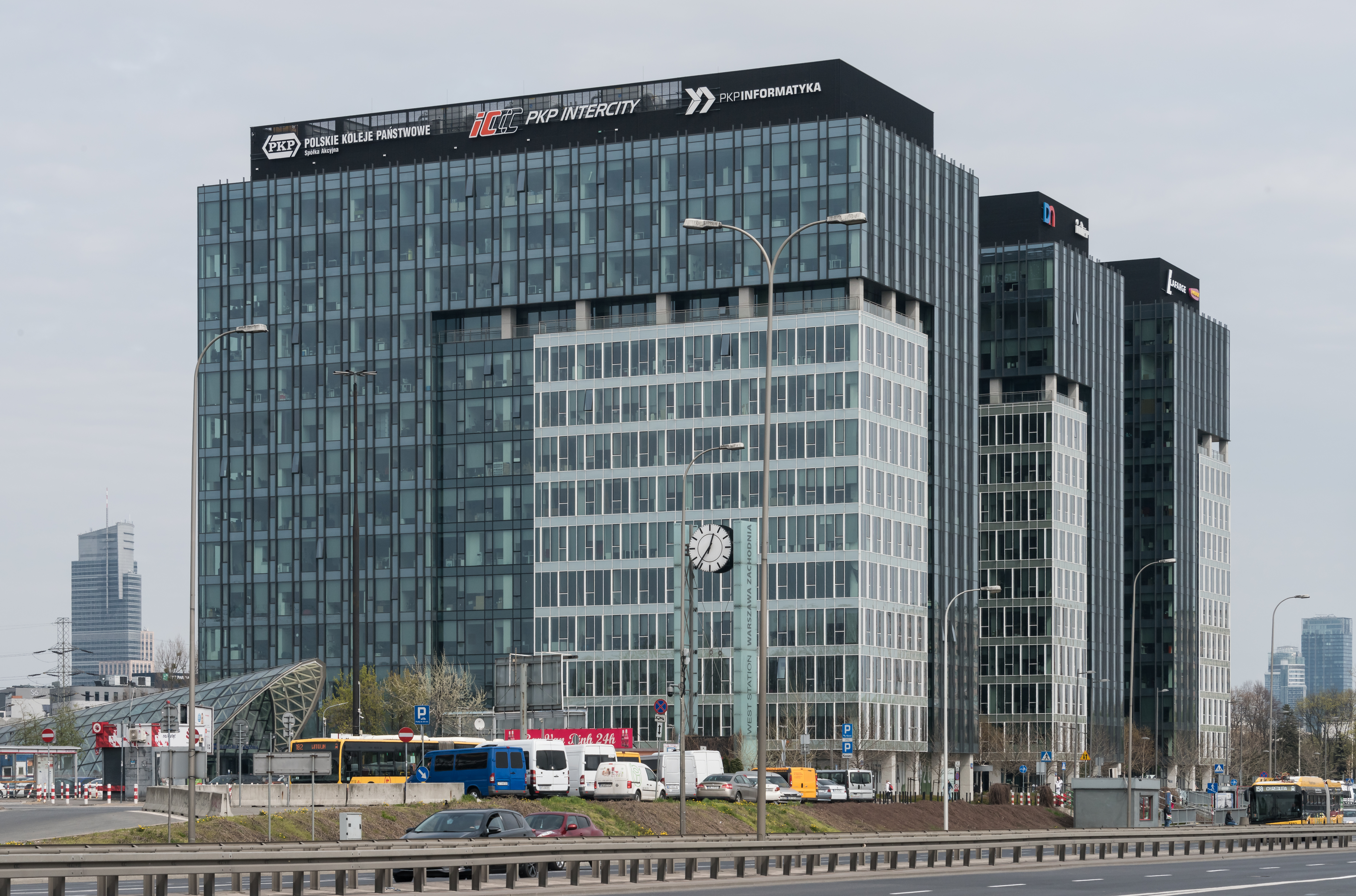
Siedziba PKP Intercity w kompleksie biurowym West Station

Od grudnia 2016 siedziba centrali spółki mieści się w kompleksie biurowym West Station (Aleje Jerozolimskie 142A) przy stacji Warszawa Zachodnia. Wcześniej mieściła się przy ul. Żelaznej 59a, a przed 1 listopada 2011 spółka miała swoją siedzibę w budynku przy ul. Grójeckiej 17, skąd zarządzano również m.in. PKP Cargo i Przewozami Regionalnymi.
Obok Centrali funkcjonują cztery Zakłady z siedzibami w Krakowie (Zakład Południowy), Poznaniu (Zakład Zachodni), Gdyni (Zakład Północny), a także w Warszawie (Zakład Centralny).
W 2002 spółka przejęła od PKP stację postojową Warszawa Grochów. W 2007 przewoźnik zakończył jej modernizację. Na 64 ha znajdują się m.in. 57 km torów, hale do obsługi lokomotyw, napraw elektrycznych, mechanicznych, przeglądów wagonów. Największa hala całopociągowa o długości 420 i szerokości 24 metrów wyposażona jest w 3 niezależne tory umożliwiające równoległą obsługę trzech składów 16 wagonowych. Na terenie tej bazy znajdują się również symulatory lokomotyw EP09 i EU44.
Od kwietnia 2019 działa spółka PKP Intercity Remtrak z siedzibą w Opocznie, w skład której wchodzą trzy oddziały: Warszawa Grochów, Libiszów (dawniej Idzikowice) oraz Opole.
Zakład Północny dysponuje 3 stacjami postojowymi:
- Gdynia Postojowa, gdzie na 19,25 ha znajdują się m.in. 11,6 km torów, hala napraw wagonów, budynek stacji ogrzewania pociągów, myjnia wagonów osobowych i destylatornia,
- Gdynia Grabówek, gdzie na 19,75 ha znajdują się m.in. 4,2 km torów, 2 obrotnice, 2 hale serwisowania lokomotyw, budynek administracyjny i kompresorownia,
- Szczecin Zaleskie Łęgi, gdzie na 15,3 ha znajdują się m.in. 6,4 km torów oraz kontener sekcji.

Zakład Południowy dysponuje 3 stacjami postojowymi:
- Kraków Dworzec Główny, gdzie na 5,75 ha znajdują się m.in. 17 torów o łącznej długości 7,9 km oraz 13 obiektów,
- Katowice Zawodzie, gdzie na 3,5 ha znajdują się m.in. 24 tory oraz 34 obiektów,
- Kraków Prokocim, gdzie na 13,66 ha znajdują się m.in. 36 torów o łącznej długości 8,2 km oraz 6 obiektów.

Zakład Zachodni dysponuje m.in.:
- stacją postojową z lokomotywownią i magazynem wagonowym we Wrocławiu przy ul. Paczkowskiej 26 na terenie o powierzchni 13,15 ha[248][249][250].

Przewoźnik ponadto planuje rozbudowę zaplecza w Poznaniu. Po przebudowie zaplecze ma mieć możliwość obsługi składów wagonowych, EZT i lokomotyw.
Dodatkowo przewoźnik wykorzystuje tory postojowe na szeregu innych stacji, m.in. Białystok, Bielsko-Biała Główna, Bydgoszcz Główna, Chełm, Częstochowa, Gdynia Leszczynki, Gliwice, Jelenia Góra, Kielce, Kołobrzeg, Kraków Płaszów, Lublin Główny, Łódź Kaliska, Olsztyn Główny, Ostrów Wielkopolski, Poznań Główny, Przemyśl Główny, Racibórz, Rzeszów Główny, Świnoujście i Zakopane.

## Zatrudnienie

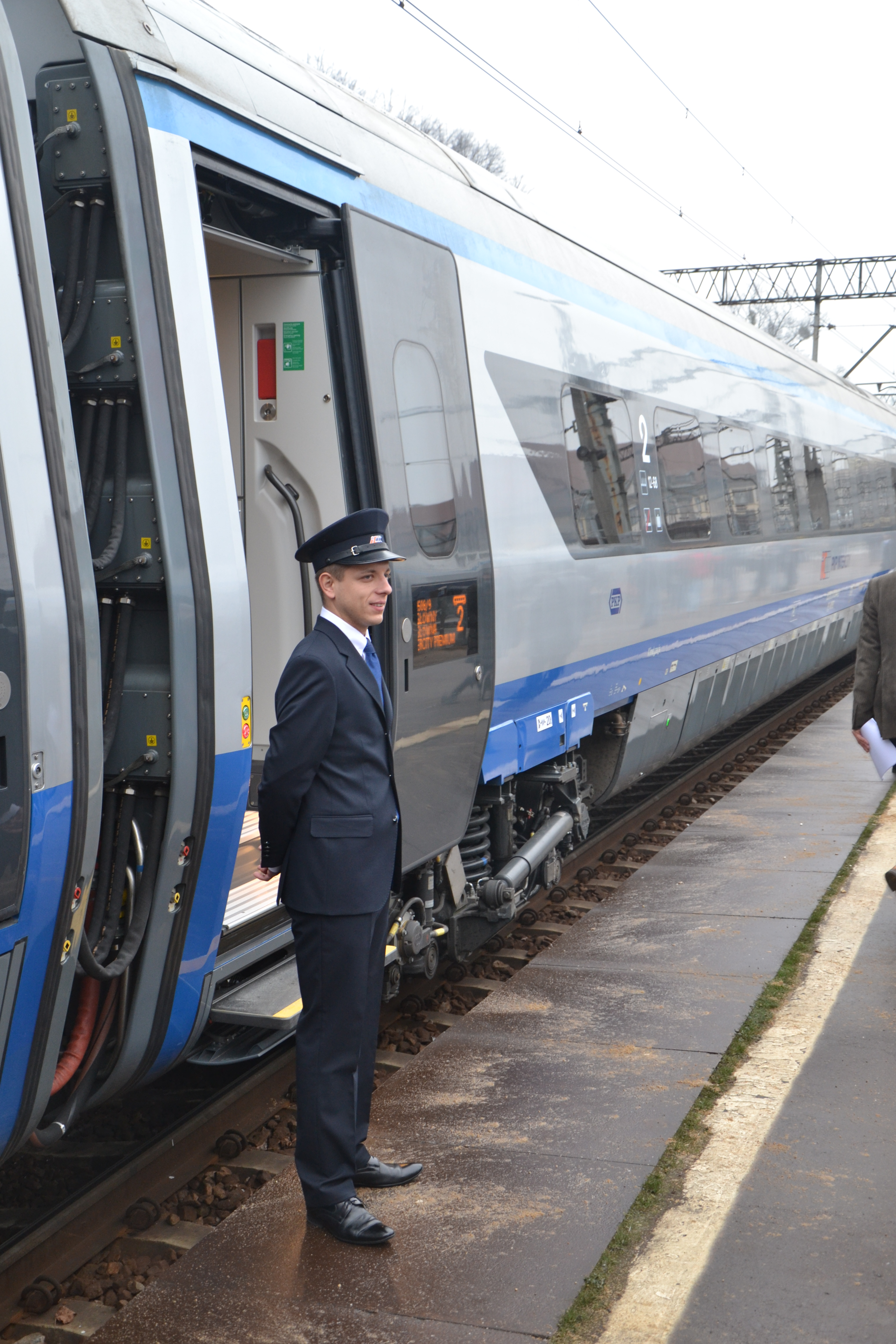
Obsługa pociągu ED250

źródła: 

## Prezesi
| Od               | Do               | Prezes                 |                 |
| ---------------- | ---------------- | ---------------------- | --------------- |
| wrzesień 2001    | luty 2005        | Andrzej Żurkowski      | [ 257 ]         |
| luty 2005        | czerwiec 2006    | Jacek Prześluga        | [ 257 ]         |
| czerwiec 2006    | 9 stycznia 2009  | Czesław Warsewicz      | [ 258 ]         |
| 9 stycznia 2009  | 7 kwietnia 2010  | Krzysztof Celiński     | [ 259 ]         |
| 7 kwietnia 2010  | 2 lutego 2011    | Grzegorz Mędza         | [ 259 ]         |
| 2 lutego 2011    | 23 marca 2011    | Lucyna Krawczyk (p.o.) | [ 260 ]         |
| 23 marca 2011    | 22 stycznia 2014 | Janusz Malinowski      | [ 261 ]         |
| 22 stycznia 2014 | 16 stycznia 2015 | Marcin Celejewski      | [ 262 ]         |
| 16 stycznia 2015 | 9 marca 2016     | Jacek Leonkiewicz      | [ 263 ] [ 264 ] |
| 10 marca 2016    | 19 kwietnia 2024 | Marek Chraniuk         | [ 265 ]         |
| 19 kwietnia 2024 | obecnie          | Janusz Malinowski      | [ 266 ]         |

## Nagrody i wyróżnienia
- 2007 – tytuł Perły Polskiej Gospodarki przez magazyn ekonomiczny „Polish Market”[50],
- 2016 – tytuł Laur Klienta w kategorii Transport Pasażerski[267],
- 2017 – tytuł Superbrands 2016/17[268],
- 2017 – tytuł Created in Poland Superbrands 2016/17[268].